# Popis županijskih cesta u Hrvatskoj
Ovo je popis županijskih cesta u Hrvatskoj. Ukupna duljina svih županijskih cesta je 10.867,4 km. Najdulja županijska cesta je Ž5126 u Ličko-senjskoj županiji, koja je duga 94,3 km, prolazi kroz Velebit i povezuje Sveti Juraj kod Senja s Gospićom. Najkraća županijska cesta je Ž2187, koja je duga samo 200 metara, nalazi se u Mihanovićev Dolu kod grada Klanjca u Krapinsko-zagorskSioj županiji.

## 1001-1054
Ovi su brojevi županijskih cesta uglavno za grad Zagreb. Dijelovi nekih cesta nalaze se i u Krapinsko-zagorskoj te Zagrebačkoj županiji.
| Broj ceste | Duljina (km) | Županije                       | Naselja |
| ---------- | ------------ | ------------------------------ | --- |
| Ž1001      | 2,6          | grad Zagreb                    | Kašina, Planina Donja |
| Ž1002      | 3            | grad Zagreb                    | Kašina, Blaguša |
| Ž1003      | 3,7          | grad Zagreb                    | Jesenovec, Adamovec |
| Ž1005      | 5            | grad Zagreb                    | Adamovec, Glavnica Donja, Glavnica Gornja |
| Ž1006      | 15,2         | grad Zagreb Krapinsko-zagorska | Belovar, Adamovec, Moravče, Laz Bistrički |
| Ž1007      | 4,1          | grad Zagreb                    | Goranec, Vugrovec Gornji, Vugrovec Donji, Kućanec |
| Ž1008      | 1,6          | grad Zagreb                    | Prekvršje, Đurđekovec |
| Ž1009      | 9,2          | grad Zagreb                    | Kašina, Đurđekovec, Markovo Polje, Sesvete |
| Ž1010      | 13,8         | grad Zagreb                    | Zagreb (Mihaljevec, Gračani, Markuševec, Granešina, Klaka) |
| Ž1011      | 12,7         | grad Zagreb                    | Zagreb (Mihaljevec, Mlinovi, Šestine, Lukšići, Bijenik, Sveti Duh, Pongračevo, Srednjaci)                                                                                           |
| Ž1012      | 5,8          | grad Zagreb                    | Zagreb (Ilica, Pantovčak, Šestine) |
| Ž1013      | 4,4          | grad Zagreb                    | Sesvete, Popovec |
| Ž1014      | 1,7          | grad Zagreb                    | Soblinec, Šašinovec |
| Ž1015      | 21,8         | grad Zagreb                    | Zagreb (Aleja Bolonje, Ilica, Prilaz baruna Filipovića, Slovenska, Fonova, Hanuševa, Republike Austrije, Jagićeva, tzv. Zeleni val, Ul. kneza Mislava)                              |
| Ž1016      | 4,5          | grad Zagreb                    | Zagreb (Oranice, Vrapčanska ulica) |
| Ž1017      | 8,7          | grad Zagreb                    | Zagreb (Donji Bukovac, Maksimir, Remete, Ksaver) |
| Ž1018      | 1,7          | grad Zagreb                    | Zagreb (Mlinarska cesta) |
| Ž1019      | 2,7          | grad Zagreb                    | Zagreb (Ulica Ivana Vončine, Voćarska cesta, Bijenička cesta, Aleja Hermanna Bolléa)                                                                                                |
| Ž1020      | 3            | grad Zagreb                    | Zagreb (Laščinska cesta, Bijenička cesta, Srebrnjak, Kvatrić) |
| Ž1021      | 2,8          | grad Zagreb                    | Zagreb (Avenija Gojka Šuška i Ulica Dragutina Mandla) |
| Ž1022      | 1,9          | grad Zagreb                    | Sesvete (Sesvetski Kraljevec), Cerje |
| Ž1023      | 2,4          | grad Zagreb                    | Zagreb (Ulica Velimira Škorpika) |
| Ž1024      | 3,1          | grad Zagreb                    | Zagreb (Ulica Mije Kišpatića, Jordanovac, Laščinska cesta, Petrova ulica) |
| Ž1025      | 1,9          | grad Zagreb                    | Zagreb (Vlaška ulica, Maksimirska cesta) |
| Ž1026      | 12,5         | grad Zagreb                    | Zagreb (Ulica kralja Zvonimira, Trg Johna Fitzgeralda Kennedyja, Svetice, Maksimirska cesta, Dubrava), Sesvete (Zagrebačka cesta, Bjelovarska ulica, Sesvetska cesta, Selska cesta) |
| Ž1027      | 2,5          | grad Zagreb                    | Sesvete (Ulica kneza Ljudevita Posavskog) |
| Ž1028      | 1,1          | grad Zagreb                    | Sesvete (Sesvetski Kraljevec, Ulica Ive Politea, Ulica Vinka Sedinića) |
| Ž1029      | 9,5          | grad Zagreb                    | Zagreb (Kvatrić, Ulica Vjekoslava Heinzela, Radnička cesta, Domovinski most) |
| Ž1030      | 4,9          | grad Zagreb                    | Zagreb (Savska cesta, Jadranski most) |
| Ž1031      | 5,5          | grad Zagreb                    | Zagreb (Ozaljska ulica, Trešnjevački trg, Ulica grada Vukovara) |
| Ž1032      | 2,6          | grad Zagreb                    | Zagreb (Ulica Hrvatske bratske zajednice, Avenija Većeslava Holjevca, Most slobode)                                                                                                 |
| Ž1033      | 3,3          | grad Zagreb                    | Zagreb (Avenija Marina Držića, Most mladosti |
| Ž1034      | 6,9          | grad Zagreb                    | Zagreb (Ulica kneza Branimira) |
| Ž1035      | 21,2         | grad Zagreb                    | Zagreb (Jankomirski most, Ljubljanska avenija, Zagrebačka avenija, Slavonska avenija)                                                                                               |
| Ž1036      | 14,2         | Zagrebačka grad Zagreb         | Ivanja Reka, Hrušćica, Sop, Otok Svibovski, Svibje, Trstenik Nartski, Čista Mlaka, Struga Nartska, Jalševec Nartski, Okunšćak, Dragošička                                           |
| Ž1037      | 23,1         | Zagrebačka grad Zagreb         | Zagreb, Brezovica, Hudi Bitek, Grančari, Kupinečki Kraljevec, Starjak, Bregana Pisarovinska, Velika Jamnička                                                                        |
| Ž1038      | 2,6          | Zagrebačka grad Zagreb         | Zagreb (Ulica Savezne Republike Njemačke), Buzin (Avenija Većeslava Holjevca), Veliko Polje, Velika Mlaka, Velika Gorica (Zagrebačka ulica, Sisačka ulica)                          |
| Ž1039      | 5,9          | Zagrebačka grad Zagreb         | Zagreb (Novi Zagreb – istok, Sarajevska cesta, Jakuševečka cesta), Mičevec |
| Ž1040      | 8            | grad Zagreb                    | Zagreb (Jadranska avenija, Avenija Dubrovnik) |
| Ž1041      | 3,2          | grad Zagreb                    | Lučko, Hrvatski Leskovac |
| Ž1043      | 9,4          | grad Zagreb                    | Brezovica, Odranski Obrež, Donji Dragonožec |
| Ž1046      | 28,7         | Zagrebačka grad Zagreb         | Hrašće Turopoljsko, Gornja Lomnica, Lukavec, Markuševec Turopoljski, Dubranec, Cerovski Vrh, Lukinić Brdo                                                                           |
| Ž1047      | 10,3         | grad Zagreb                    | Rakov Potok, Horvati, Kupinečki Kraljevec |
| Ž1048      | 10,4         | grad Zagreb                    | Zagreb (Šestine, Prilaz Kraljičinom zdencu, Sljemenska cesta) |
| Ž1049      | 12,4         | grad Zagreb                    | Zagreb (Gračansko Dolje, Ulica Bliznec, Sljemenska cesta) |
| Ž1050      | 6,5          | grad Zagreb                    | Zagreb (Ksaverska cesta, Medveščak, Ribnjak, Palmotićeva ulica, Ulica kneza Branimira)                                                                                              |
| Ž1051      | 2,1          | grad Zagreb                    | Zagreb (Ulica Rudolfa Kolaka) |
| Ž1052      | 0,9          | grad Zagreb                    | Zagreb (Čulinečka cesta) |
| Ž1054      | 6,3          | grad Zagreb                    | Zagreb (Ulica dr. Luje Naletilića, Sisačka cesta), Gornji Čehi, Odra |

## 2002-2266
Ovi su brojevi županijskih cesta uglavnom za Sjevernu Hrvatsku (Koprivničko-križevačka, Krapinsko-zagorska, Međimurska i Varaždinska županija). Neke ceste nalaze se u Zagrebačkoj županiji, dijelovi nekih cesta nalaze se i u gradu Zagrebu, Bjelovarsko-bilogorskoj te Virovitičko-podravskoj županiji.
| Broj ceste | Duljina (km) | Županije                                                | Naselja |
| ---------- | ------------ | ------------------------------------------------------- | --- |
| Ž2002      | 3,6          | Međimurska                                              | Jalšovec, Štrigova |
| Ž2003      | 34,9         | Međimurska                                              | Čestijanec, Lapšina, Jurovec, Brezovec, Sveti Martin na Muri, Vrhovljan, Hlapičina, Mursko Središće, Peklenica, Križovec, Miklavec, Ferketinec, Podturen,Novakovec, Dekanovec, Domašinec, Turčišće, Donji Hrašćan, Hodošan |
| Ž2004      | 4            | Međimurska                                              | Brezovec, Gradiščak, Toplice Sveti Martin |
| Ž2005      | 6,7          | Međimurska                                              | Vrhovljan, Donji Koncovčak, Selnica, Zebanec Selo, Štrukovec |
| Ž2006      | 10,6         | Međimurska                                              | Selnica, Zaveščak, Bukovec, Prekopa |
| Ž2007      | 3,3          | Međimurska                                              | Štrigova, Leskovec, Sveti Urban |
| Ž2008      | 6,7          | Međimurska                                              | Peklenica, Vratišinec, Žiškovec |
| Ž2009      | 11,8         | Međimurska                                              | Železna Gora, Vugrišinec, Vukanovec, Gornji Mihaljevec, Macinec |
| Ž2010      | 2            | Međimurska                                              | Vratišinec, Gornji Kraljevec |
| Ž2011      | 2,1          | Međimurska                                              | Gornja Dubrava, Bogdanovec, Gornji Mihaljevec |
| Ž2012      | 2,8          | Međimurska                                              | Pleškovec, Vučetinec, Okrugli Vrh |
| Ž2013      | 10,2         | Međimurska                                              | Frkanovec, Zasadbreg, Slemenice |
| Ž2014      | 0,9          | Međimurska                                              | Vučetinec |
| Ž2015      | 10,3         | Međimurska                                              | Zasadbreg, Mali Mihaljevec, Brezje, Slakovec, Pretetinec, Dunjkovec, Nedelišće |
| Ž2016      | 1,2          | Međimurska                                              | Knezovec, Mačkovec |
| Ž2017      | 12,3         | Međimurska                                              | Podturen, Sivica, Novo Selo Rok, Mihovljan, Čakovec |
| Ž2018      | 14,8         | Međimurska                                              | Dekanovec, Gardinovec, Belica, Pribislavec, Čakovec |
| Ž2019      | 2            | Međimurska                                              | Črečan, Gornji Hrašćan |
| Ž2020      | 14,2         | Međimurska                                              | Gornji Kuršanec, Kuršanec, Šandorovec, Totovec, Savska Ves, Čakovec |
| Ž2021      | 2,1          | Međimurska                                              | Čakovec (Ulica Ivana Gorana Kovačića, Ulica ZAVNOH-a, Zrinsko-Frankopanska ulica (dio), Vukovarska ulica, Ulica Vladimira Nazora, Ulica Otokara Keršovanija)                                                               |
| Ž2022      | 14,9         | Međimurska Varaždinska                                  | Belica, Mala Subotica, Orehovica, Štefanec |
| Ž2023      | 5,6          | Međimurska                                              | Turčišće, Držimurec, Strelec, Palovec |
| Ž2024      | 2,3          | Međimurska                                              | Palinovec |
| Ž2025      | 0,9          | Međimurska                                              | Totovec, Novo Selo na Dravi |
| Ž2026      | 11,5         | Međimurska                                              | Goričan, Donji Kraljevec, Prelog |
| Ž2027      | 11,2         | Varaždinska                                             | Veliki Lovrečan, Mali Lovrečan, Selci Križovljanski, Malo Gradišće, Križanče, Donja Voća |
| Ž2028      | 5,7          | Varaždinska                                             | Otok Virje, Brezje Dravsko |
| Ž2029      | 16,2         | Varaždinska                                             | Otok Virje, Vratno Otok, Donje Vratno (Petrijanec), Donje Vratno (Vinica), Vinica, Marčan, Gornje Ladanje, Donje Ladanje, Koretinec, Kapelec, Biljevec, Bikovec                                                            |
| Ž2030      | 1,8          | Međimurska                                              | Strahoninec, Savska Ves |
| Ž2031      | 7,2          | Međimurska                                              | Čakovec (Svetojelenska cesta, Ulica Tome Masaryka, Ulica Ivana Mažuranića, Trg Eugena Kvaternika, Ulica dr. Ante Starčevića, Preloška ulica), Ivanovec                                                                     |
| Ž2033      | 12,1         | Međimurska Varaždinska                                  | Sveti Juraj u Trnju, Čehovec, Prelog, Otok, Hrženica |
| Ž2034      | 5,6          | Međimurska                                              | Hodošan, Donji Kraljevec |
| Ž2035      | 3,4          | Varaždinska                                             | Križovljan Radovečki, Natkrižovljan |
| Ž2036      | 4,7          | Varaždinska                                             | Strmec Podravski, Družbinec, Petrijanec |
| Ž2037      | 3,9          | Varaždinska                                             | Svibovec Podravski, Sračinec |
| Ž2038      | 1,9          | Međimurska                                              | Sveti Križ, Podbrest |
| Ž2039      | 1,9          | Međimurska                                              | Draškovec, Oporovec |
| Ž2040      | 5            | Međimurska                                              | Kotoriba, Donji Vidovec |
| Ž2041      | 2,3          | Međimurska                                              | Kotoriba, Donja Dubrava, |
| Ž2042      | 1,8          | Varaždinska                                             | Cvetlin |
| Ž2043      | 3,6          | Varaždinska                                             | Zlogonje |
| Ž2044      | 7,8          | Varaždinska                                             | Gornja Voća, Donja Voća |
| Ž2045      | 6,1          | Varaždinska                                             | Križanče, Vinica Breg, Vinica |
| Ž2046      | 2,7          | Varaždinska                                             | Majerje, Nova Ves Petrijanečka |
| Ž2047      | 1,4          | Varaždinska                                             | Varaždin (Ulica Stanka Vraza, Ulica Zrinskih i Frankopana) |
| Ž2048      | 5,9          | Varaždinska                                             | Varaždin, Turčin |
| Ž2049      | 3,2          | Varaždinska                                             | Varaždin (Ulica Franje Galinca, Ulica Marije Jurić Zagorke, Ulica Miroslava Krleže) |
| Ž2050      | 22           | Varaždinska                                             | Varaždin, Jalkovec, Poljana Biškupečka, Beretinec, Sveti Ilija, Beletinec, Podevčevo, Strmec Remetinečki, Remetinec, Novi Marof                                                                                            |
| Ž2051      | 1,6          | Varaždinska                                             | Varaždin (Ulica Ivana Kukuljevića, Optujska ulica), Hrašćica |
| Ž2052      | 17,9         | Varaždinska                                             | Varaždin, Kućan Marof, Donji Kućan, Zbelava, Kelemen, Imbriovec Jalžabetski, Jalžabet, Novakovec, Vrbanovec |
| Ž2053      | 7,8          | Varaždinska                                             | Kućan Marof, Trnovec, Zbelava |
| Ž2054      | 12,1         | Varaždinska                                             | Šemovec, Jalžabet, Grešćevina, Retkovec Svibovečki, Tuhovec |
| Ž2055      | 2,3          | Međimurska                                              | Vularija, Orehovica |
| Ž2056      | 20           | Varaždinska                                             | Trakošćan, Cvetlin, Jazbina Cvetlinska, Bednjica, Gornja Višnjica, Donja Višnjica, Zlogonje, Rijeka Voćanska, Slivarsko, Donja Voća                                                                                        |
| Ž2057      | 7,3          | Varaždinska                                             | Donja Višnjica, Žarovnica |
| Ž2058      | 3,4          | Varaždinska                                             | Kameničko Podgorje, Žarovnica, Kamenica, Kamenički Vrhovec |
| Ž2059      | 8,8          | Varaždinska                                             | Klenovnik, Lipovnik, Druškovec, Koškovec, Stažnjevec |
| Ž2060      | 9,4          | Varaždinska                                             | Biljevec, Kapelec, Čalinec, Korenjak, Brodarovec, Novaki, Ribić Breg |
| Ž2061      | 3,7          | Varaždinska                                             | Vidovec, Papinec, Krkanec, Tužno |
| Ž2062      | 5,6          | Varaždinska                                             | Kapelec, Maruševec, Cerje Nebojse |
| Ž2063      | 8,5          | Varaždinska                                             | Greda, Cerje Tužno, Tužno, Črešnjevo, Beretinec |
| Ž2064      | 5,1          | Varaždinska                                             | Cerje Tužno, Lukavec, Gačice |
| Ž2065      | 5            | Varaždinska                                             | Tužno, Lovrečan, Radovan, Pece |
| Ž2066      | 3,1          | Varaždinska                                             | Črešnjevo, Ledinec |
| Ž2067      | 2,2          | Varaždinska                                             | Remetinec, Novi Marof, Krč |
| Ž2068      | 5,5          | Varaždinska                                             | Varaždin (Gospodarska ulica), Kućan Marof, Gornji Kućan |
| Ž2070      | 4,6          | Varaždinska                                             | Donji Kućan, Donji Kneginec, Gornji Kneginec |
| Ž2071      | 13,7         | Varaždinska                                             | Zamlaka, Čičkovina, Hrastovljan, Hrženica, Sveti Đurđ, Obrankovec, Selnik, Ludbreg |
| Ž2072      | 12,8         | Varaždinska                                             | Luka Ludbreška, Sveti Đurđ, Karlovec Ludbreški, Sesvete Ludbreške, Struga, Dubovica, Veliki Bukovec |
| Ž2074      | 3,3          | Varaždinska                                             | Križovljan, Slanje |
| Ž2075      | 3            | Varaždinska                                             | Ludbreg (Frankopanska ulica, Ulica Petra Zrinskog, Ulica Kardinala Alojzija Stepinca, Ulica Rudolfa Fizira) |
| Ž2076      | 16,9         | Koprivničko-križevačka Varaždinska                      | Sigetec Ludbreški, Slokovec, Kapela Podravska, Novo Selo Podravsko, Mali Bukovec, Selnica Podravska, Veliki Otok |
| Ž2078      | 5,2          | Koprivničko-križevačka                                  | Legrad |
| Ž2079      | 8,4          | Koprivničko-križevačka Varaždinska                      | Slokovec, Apatija, Sveti Petar, Martinić, Lunjkovec, Vojvodinec |
| Ž2080      | 1,7          | Koprivničko-križevačka                                  | Kutnjak |
| Ž2081      | 27,1         | Koprivničko-križevačka                                  | Mali Otok, Zablatje, Koledinec, Kuzminec, Rasinja, Prkos, Veliki Grabičani, Veliki Poganac |
| Ž2082      | 3,8          | Koprivničko-križevačka                                  | Imbriovec, Đelekovec |
| Ž2083      | 10,1         | Varaždinska                                             | Vranojelje, Vrbno, Pašnik, Šaša |
| Ž2084      | 3,4          | Varaždinska                                             | Dubranec, Jerovec, Kaniža |
| Ž2085      | 4,8          | Varaždinska                                             | Ivanec, Vitešinec, Prigorec |
| Ž2086      | 3,1          | Varaždinska                                             | Sveti Ilija, Doljan, Tomaševec Biškupečki |
| Ž2087      | 4,8          | Varaždinska                                             | Gornji Kneginec, Varaždin Breg, Vrtlinovec |
| Ž2088      | 4            | Varaždinska                                             | Gornji Kneginec, Kaštelanec, Kelemen |
| Ž2089      | 31,3         | Koprivničko-križevačka Varaždinska                      | Ludbreg, Vinogradi Ludbreški, Duga Rijeka, Ludbreški Ivanac, Apatovec, Jarčani, Donja Glogovnica, Ivanec Križevački, Križevci                                                                                              |
| Ž2090      | 0,9          | Koprivničko-križevačka                                  | Koprivnica (Čadra ulica) |
| Ž2091      | 1,6          | Koprivničko-križevačka                                  | Vikend Naselje (legradski zaselak kod Šoderice) |
| Ž2093      | 10,5         | Krapinsko-zagorska                                      | Mali Tabor, Prišlin, Poredje, Grletinec, Druškovec Gora, Mala Gora, Desinić Gora, Desinić |
| Ž2095      | 3,7          | Krapinsko-zagorska                                      | Klenovec Humski, Rusnica |
| Ž2096      | 11,2         | Krapinsko-zagorska                                      | Đurmanec, Podbrezovica, Putkovec, Prigorje, Donja Plemenšćina, Pregrada |
| Ž2098      | 8,8          | Krapinsko-zagorska                                      | Podgora Krapinska, Doliće, Krapina, Mihaljekov Jarek, Polje Krapinsko, Velika Ves |
| Ž2101      | 33,7         | Varaždinska                                             | Lepoglava, Vulišinec, Kamenički Vrhovec, Žarovnica, Bedenec, Jerovec, Horvatsko, Lipovnik, Donja Voća, Donje Ladanje, Nova Ves Petrijanečka, Varaždin                                                                      |
| Ž2102      | 3,2          | Varaždinska                                             | Lepoglava (Ulica Hrvatskih Pavlina) |
| Ž2103      | 1,8          | Varaždinska                                             | Ivanec (Ulica akademika Mirka Maleza, Trg Hrvatskih Ivanovaca, Varaždinska ulica) |
| Ž2104      | 0,8          | Varaždinska                                             | Ivanečko Naselje, Punikve |
| Ž2105      | 14,3         | Varaždinska                                             | Ivanečko Naselje, Ivanečki Vrhovec, Salinovec, Ivanečka Željeznica, Gačice, Osečka, Pece, Završje Podbelsko, Filipići, Beletinec                                                                                           |
| Ž2106      | 3,1          | Varaždinska                                             | Osečka, Margečan, Seljanec, Bela, Završje Podbelsko |
| Ž2107      | 7,5          | Varaždinska                                             | Bela, Podrute |
| Ž2109      | 7,3          | Varaždinska                                             | Presečno, Oštrice, Orehovec, Črnile, Petkovec Toplički, Hrastovec Toplički |
| Ž2110      | 3            | Varaždinska                                             | Jalševec Svibovečki, Drenovec, Ljubelj Kalnički |
| Ž2111      | 2,8          | Varaždinska                                             | Grešćevina, Gornja Poljana, Donja Poljana, Jalševec Svibovečki |
| Ž2112      | 11,5         | Koprivničko-križevačka                                  | Botinovec, Kunovec, Goričko, Koprivnički Ivanec, Koprivnica, Herešin |
| Ž2113      | 1,3          | Koprivničko-križevačka                                  | Peteranec |
| Ž2114      | 19           | Koprivničko-križevačka                                  | Drnje, Sigetec, Hlebine, Gabajeva Greda, Molve |
| Ž2115      | 1,6          | Koprivničko-križevačka                                  | Otočka |
| Ž2116      | 11,2         | Koprivničko-križevačka                                  | Gola, Novačka, Repaš |
| Ž2117      | 7,8          | Krapinsko-zagorska                                      | Sopot, Stipernica, Marinec, Velika Horvatska |
| Ž2118      | 6,2          | Krapinsko-zagorska                                      | Gorjakovo, Pregrada |
| Ž2119      | 9,4          | Krapinsko-zagorska                                      | Pregrada, Cigrovec, Mala Erpenja |
| Ž2120      | 7            | Krapinsko-zagorska                                      | Slatina Svedruška, Štuparje, Stara Ves Petrovska |
| Ž2121      | 6,6          | Krapinsko-zagorska                                      | Tkalci, Pretkovec, Vidovec Petrovski, Vidovec Krapinski, Gornja Pačetina |
| Ž2122      | 7,7          | Krapinsko-zagorska                                      | Krapina, Trški Vrh, Radoboj, Gornja Šemnica |
| Ž2123      | 5            | Krapinsko-zagorska                                      | Radoboj, Jazvine, Orehovec Radobojski, Velika Ves |
| Ž2125      | 9,2          | Krapinsko-zagorska                                      | Kuzminec, Mihovljan, Frkuljevec Mihovljanski, Sutinske Toplice, Veliki Komor, Mače |
| Ž2126      | 5,7          | Krapinsko-zagorska                                      | Mihovljan, Gregurovec |
| Ž2127      | 2,6          | Krapinsko-zagorska                                      | Veternica, Gora Veternička |
| Ž2128      | 11,2         | Krapinsko-zagorska                                      | Velika Petrovagorska, Cebovec, Vojnovec Loborski, Vinipotok, Lobor, Završje Loborsko, Markušbrijeg, Ladislavec, Cetinovec                                                                                                  |
| Ž2129      | 6,5          | Krapinsko-zagorska                                      | Borkovec, Ratkovec, Martinšćina, Repno |
| Ž2130      | 1,6          | Krapinsko-zagorska                                      | Grtovec, Pažurovec |
| Ž2131      | 4,9          | Krapinsko-zagorska                                      | Zajezda, Krapinica, Budinšćina |
| Ž2133      | 1,5          | Varaždinska                                             | Kamena Gorica, Podrute |
| Ž2134      | 3,6          | Varaždinska                                             | Jelenščak, Donje Makojišće, Breznički Hum |
| Ž2135      | 3,3          | Varaždinska                                             | Grana, Možđenec |
| Ž2136      | 4,9          | Varaždinska                                             | Novi Marof, Ključ, Možđenec |
| Ž2137      | 0,9          | Varaždinska                                             | Varaždin (Ulica Augusta Cesarca, Ulica Petra Preradovića) |
| Ž2138      | 8,6          | Koprivničko-križevačka                                  | Kalnik, Šopron, Mikovec, Selanec |
| Ž2139      | 6,8          | Koprivničko-križevačka                                  | Lepavina, Mali Grabičani, Veliki Botinovac, Veliki Poganac |
| Ž2141      | 2,8          | Koprivničko-križevačka                                  | Koprivnica (Ulica Ante Starčevića, Ivanjska ulica, Donji Banovec, Marofska ulica) |
| Ž2142      | 3            | Koprivničko-križevačka                                  | Koprivnica, Herešin |
| Ž2143      | 37,7         | Bjelovarsko-bilogorska Koprivničko-križevačka           | Koprivnica, Starigrad, Jagnjedovec, Hudovljani, Križ Gornji, Zrinski Topolovac, Domankuš, Lipovčani, Podgorci, Kobasičari, Novi Skucani, Bjelovar                                                                          |
| Ž2144      | 0,9          | Koprivničko-križevačka                                  | Koprivnica (Ulica Ivana Mažuranića, Stari Brežanec) |
| Ž2145      | 2,1          | Koprivničko-križevačka                                  | Koprivnica (Kolodvorska ulica, Vinička ulica, Dubovec, Ulica Antuna Mihanovića (dio), Bilogorska ulica) |
| Ž2146      | 1,1          | Koprivničko-križevačka                                  | Koprivnica (Križevačka ulica i Trg mladosti) |
| Ž2147      | 13,6         | Koprivničko-križevačka                                  | Koprivnica (Lenišće, Miklinovec), Koprivnički Bregi, Jeduševac, Hlebine |
| Ž2148      | 2,4          | Koprivničko-križevačka                                  | Štaglinec, Bakovčica |
| Ž2149      | 3,6          | Koprivničko-križevačka                                  | Koprivnički Bregi, Glogovac |
| Ž2150      | 6,3          | Koprivničko-križevačka                                  | Novigrad Podravski, Delovi |
| Ž2151      | 14,7         | Krapinsko-zagorska                                      | Miljana, Košnica, Hum Košnički, Desinić, Gaber, Dubravica Desinićka, Vrhi Vinagorski, Višnjevec, Sopot, Pregrada |
| Ž2153      | 4,9          | Krapinsko-zagorska                                      | Risvica, Razdrto Tuheljsko, Pristava, Tuhelj |
| Ž2155      | 14,9         | Krapinsko-zagorska                                      | Tuheljske Toplice, Mala Erpenja, Jasenovac Zagorski, Klokovec, Krapinske Toplice, Hršak Breg, Slivonja Jarek, Gornja Pačetina, Lepajci                                                                                     |
| Ž2158      | 5,9          | Krapinsko-zagorska                                      | Donja Pačetina, Sveti Križ Začretje |
| Ž2159      | 6,3          | Krapinsko-zagorska                                      | Ciglenica Zagorska, Mirkovec, Brezova, Grdenci, Hum Zabočki |
| Ž2160      | 7,5          | Krapinsko-zagorska                                      | Švaljkovec, Sveti Križ Začretje, Pustodol Začretski, Štrucljevo, Grabrovec, Zabok |
| Ž2161      | 7,6          | Krapinsko-zagorska                                      | Sveti Križ Začretje, Pustodol Začretski, Temovec, Tisanić Jarek, Bregi Zabočki, Repovec, Zabok |
| Ž2162      | 7,6          | Krapinsko-zagorska                                      | Ciglenica Zagorska, Sekirišće, Martinec Orehovički, Brestovec Orehovički |
| Ž2164      | 5,1          | Krapinsko-zagorska                                      | Orehovica, Pustodol Orehovički, Brestovec Orehovički |
| Ž2165      | 8,5          | Krapinsko-zagorska                                      | Veliki Komor, Grabe, Lug Orehovički, Bedekovčina |
| Ž2166      | 6            | Krapinsko-zagorska                                      | Mirkovec, Križanče, Bedekovčina |
| Ž2167      | 3,7          | Krapinsko-zagorska                                      | Kebel, Lug Orehovički |
| Ž2168      | 5,3          | Krapinsko-zagorska                                      | Mače, Veliki Bukovec, Mali Bukovec, Poznanovec |
| Ž2169      | 16,7         | Krapinsko-zagorska                                      | Zlatar, Borkovec, Gornja Batina, Belec, Završje Belečko, Gornja Selnica, Grtovec, Pažurovec, Budinšćina |
| Ž2170      | 8,3          | Krapinsko-zagorska                                      | Gornja Batina, Donja Batina (Zlatar), Donja Batina (Konjščina), Bočadir |
| Ž2171      | 8,5          | Krapinsko-zagorska Varaždinska                          | Maretić, Jarek Habekov, Trgovišće, Hrašćina, Gornjaki, Butkovec, Breznički Hum |
| Ž2172      | 4,7          | Krapinsko-zagorska                                      | Trgovišće, Domovec, Vrbovo |
| Ž2173      | 2,5          | Varaždinska                                             | Butkovec, Šćepanje |
| Ž2174      | 5,7          | Varaždinska                                             | Breznica |
| Ž2175      | 9,3          | Varaždinska                                             | Vinično, Kračevec, Visoko, Vrh Visočki, Čanjevo, Sudovec |
| Ž2176      | 5,2          | Koprivničko-križevačka                                  | Sveti Petar Orehovec, Miholec, Brežani, Ferežani |
| Ž2177      | 1,6          | Koprivničko-križevačka                                  | Sveti Petar Orehovec, Črnčevec, Selanec |
| Ž2178      | 3,6          | Koprivničko-križevačka                                  | Bočkovec, Brdo Orehovečko, Guščerovec |
| Ž2179      | 5,3          | Koprivničko-križevačka                                  | Sveta Helena, Križevci |
| Ž2180      | 7,4          | Koprivničko-križevačka                                  | Ivanec Križevački, Čabraji, Vojakovac, Mičijevac, Kloštar Vojakovački |
| Ž2181      | 11,1         | Bjelovarsko-bilogorska Koprivničko-križevačka           | Sokolovac, Srijem, Mala Mučna, Široko Selo, Zrinski Topolovac |
| Ž2182      | 21,6         | Bjelovarsko-bilogorska Koprivničko-križevačka           | Novigrad Podravski, Javorovac, Donji Mosti, Poljančani, Kapela, Stari Skucani, Novi Skucani |
| Ž2183      | 4,6          | Koprivničko-križevačka                                  | Virje, Šemovci |
| Ž2184      | 13,1         | Koprivničko-križevačka                                  | Molve, Molve Grede, Grkine, Đurđevac |
| Ž2185      | 24,4         | Koprivničko-križevačka                                  | Molve Grede, Novo Virje, Ferdinandovac, Batinske, Molvice, Kloštar Podravski, |
| Ž2186      | 26,5         | Krapinsko-zagorska Zagrebačka                           | Mihanovićev Dol, Lepoglavec, Gredice, Novi Dvori Klanječki, Draše, Kraljevec na Sutli, Movrač, Strmec Sutlanski, Lukavec Sutlanski, Dubravica, Bobovec Rozganski, Donja Pušća, Zaprešić                                    |
| Ž2187      | 0,2          | Krapinsko-zagorska                                      | Mihanovićev Dol |
| Ž2188      | 1,2          | Krapinsko-zagorska                                      | Ravnice, Dubrovčan |
| Ž2189      | 3,4          | Krapinsko-zagorska                                      | Jalšje, Martinišće, Gubaševo |
| Ž2191      | 5,2          | Krapinsko-zagorska                                      | Dubrovčan, Družilovec, Veliko Trgovišće |
| Ž2192      | 4,7          | Krapinsko-zagorska Zagrebačka                           | Veliko Trgovišće, Domahovo, Žejinci |
| Ž2193      | 1,1          | Krapinsko-zagorska                                      | Jakuševec Zabočki, Repovec |
| Ž2195      | 22,3         | Krapinsko-zagorska Zagrebačka                           | Zabok, Pavlovec Zabočki, Gubaševo, Jezero Klanječko, Veliko Trgovišće, Žejinci, Luka, Kupljenovo, Pojatno |
| Ž2197      | 3,5          | Krapinsko-zagorska                                      | Bračak, Andraševec, Oroslavje |
| Ž2198      | 8,5          | Krapinsko-zagorska                                      | Bedekovčina, Vučak, Lepa Ves, Matenci, Donja Stubica |
| Ž2200      | 3,1          | Krapinsko-zagorska                                      | Hruševec, Donja Stubica |
| Ž2201      | 5            | Krapinsko-zagorska                                      | Poznanovec, Dubovec, Banšćica |
| Ž2202      | 0,9          | Krapinsko-zagorska                                      | Podgrađe, Tugonica |
| Ž2204      | 8,1          | Krapinsko-zagorska                                      | Marija Bistrica, Poljanica Bistrička, Sušobreg, Konjščina |
| Ž2205      | 6,2          | Krapinsko-zagorska Zagrebačka                           | Jertovec, Prepolno |
| Ž2206      | 5            | Zagrebačka                                              | Bosna, Turkovčina |
| Ž2207      | 4,6          | Varaždinska                                             | Mirkovec Breznički, Bisag, Drašković |
| Ž2208      | 7,1          | Koprivničko-križevačka                                  | Gregurovec, Sela Ravenska, Beketinec, Kučari, Srednji Dubovec, Donji Dubovec, Veliki Raven |
| Ž2209      | 2,4          | Koprivničko-križevačka                                  | Križevci (Ulica Nikole Tesle i Ulica Kralja Tomislava) |
| Ž2210      | 3,8          | Koprivničko-križevačka                                  | Križevci, Mali Potočec, Veliki Potočec |
| Ž2211      | 19,9         | Koprivničko-križevačka Zagrebačka                       | Cubinec, Poljana Križevačka, Buzadovac, Tučenik, Salajci, Lubena, Cugovec, Fuka, Žukovec, Dubrava |
| Ž2212      | 17,9         | Bjelovarsko-bilogorska Koprivničko-križevačka           | Majurec, Lemeš Križevački, Trema, Sveti Petar Čvrstec, Povelić, Zrinski Topolovac |
| Ž2213      | 12,3         | Koprivničko-križevačka                                  | Đurđevac, Čepelovac, Budrovac, Sirova Katalena, Suha Katalena |
| Ž2214      | 11,3         | Koprivničko-križevačka                                  | Đurđevac, Kalinovac, Ferdinandovac |
| Ž2215      | 12,8         | Krapinsko-zagorska                                      | Sveti Križ, Rakovec Tomaševečki, Police, Lučelnica Tomaševečka, Tomaševec, Letovčan Tomaševečki, Radakovo, Strmec Sutlanski                                                                                                |
| Ž2216      | 2,7          | Krapinsko-zagorska                                      | Oroslavje, Krušljevo Selo |
| Ž2217      | 7,7          | Krapinsko-zagorska Zagrebačka                           | Žejinci, Stubička Slatina, Krušljevo Selo, Stubičke Toplice |
| Ž2218      | 2,5          | Krapinsko-zagorska Zagrebačka                           | Stubička Slatina, Igrišće |
| Ž2219      | 20           | Krapinsko-zagorska grad Zagreb                          | Stubičke Toplice, Strmec Stubički, Pila, Sljeme, Zagreb (Puntijarka, Snježna Kraljica, Šumarske Jaslice) |
| Ž2220      | 18           | Krapinsko-zagorska Zagrebačka                           | Strmec Stubički, Kraljev Vrh, Gornja Bistra, Poljanica Bistranska, Novaki Bistranski, Jablanovec, Ivanec Bistranski |
| Ž2221      | 17           | Krapinsko-zagorska Zagrebačka                           | Marija Bistrica, Globočec, Prepolno, Gornje Orešje, Donje Orešje, Šalovec, Hrastje |
| Ž2222      | 2            | Krapinsko-zagorska                                      | Donja Stubica, Donja Podgora |
| Ž2223      | 1,4          | Krapinsko-zagorska                                      | Modrovec, Samci |
| Ž2224      | 10,2         | Krapinsko-zagorska                                      | Gornja Stubica, Volavec, Jakšinec, Karivaroš, Sveti Matej, Laz Bistrički |
| Ž2225      | 2,2          | Krapinsko-zagorska                                      | Gornja Stubica, Brezje, Slani Potok |
| Ž2226      | 1,5          | Krapinsko-zagorska                                      | Gornja Stubica, Hum Stubički |
| Ž2227      | 1,6          | Krapinsko-zagorska                                      | Marija Bistrica, Podgorje Bistričko |
| Ž2228      | 3,2          | Koprivničko-križevačka                                  | Trema |
| Ž2229      | 3            | Koprivničko-križevačka                                  | Sveti Ivan Žabno, Predavec Križevački, Brezovljani |
| Ž2230      | 3,2          | Koprivničko-križevačka                                  | Sveti Ivan Žabno, Cirkvena, Kenđelovec |
| Ž2231      | 20,9         | Bjelovarsko-bilogorska Koprivničko-križevačkaZagrebačka | Kenđelovec, Cirkvena, Praščevac, Zvonik, Farkaševac, Kabal, Siščani, Gornji Draganec |
| Ž2232      | 27,5         | Bjelovarsko-bilogorska Koprivničko-križevačka           | Budančevica, Kloštar Podravski, Suha Katalena, Jasenik, Šandrovac, Pupelica, Lasovac, Bedenik, Bulinac |
| Ž2233      | 2,9          | Koprivničko-križevačka                                  | Prugovac, Kozarevac |
| Ž2234      | 9,1          | Koprivničko-križevačka Virovitičko-podravska            | Kloštar Podravski, Dinjevac, Grabrovnica, Velika Črešnjevica |
| Ž2235      | 3,3          | Koprivničko-križevačka                                  | Molvice, Podravske Sesvete |
| Ž2236      | 13,6         | Bjelovarsko-bilogorska Koprivničko-križevačka           | Virje, Miholjanec, Donje Zdjelice, Babotok, Rakitnica |
| Ž2237      | 6,2          | Krapinsko-zagorska Zagrebačka                           | Radakovo, Pluska, Luka |
| Ž2238      | 2,6          | Koprivničko-križevačka                                  | Kloštar Vojakovački |
| Ž2240      | 1,7          | Krapinsko-zagorska                                      | Lepajci |
| Ž2241      | 4            | Krapinsko-zagorska                                      | Ravnice Desinićke, Velinci, Kladnik, Kumrovec |
| Ž2242      | 2,7          | Krapinsko-zagorska                                      | Veliki Bukovec, Poznanovec |
| Ž2243      | 4,3          | Varaždinska                                             | Žarovnica, Bedenec, Klenovnik |
| Ž2244      | 8,4          | Koprivničko-križevačka Varaždinska                      | Borenec, Đurinovec, Pofuki, Presečno Visočko, Sudovec |
| Ž2245      | 1,3          | Međimurska                                              | Sveti Martin na Muri, (granični prijelaz Sveti Martin na Muri - Hotiza) |
| Ž2247      | 3,7          | Koprivničko-križevačka                                  | Đurđevac (Ulica bana Jelačića, Ulica Đure Basaričeka, Vinogradska ulica) |
| Ž2248      | 16,7         | Krapinsko-zagorska                                      | Desinić, Šimunci, Jelenjak, Ravnice Desinićke, Velika Horvatska, Prosenik, Lipnica Zagorska, Tuhelj, Sveti Križ, Črešnjevec, Tuheljske Toplice                                                                             |
| Ž2250      | 10,2         | Varaždinska                                             | Turčin, Gornji Kneginec, Vrtlinovec, Varaždinske Toplice |
| Ž2251      | 3,1          | Varaždinska                                             | Nedeljanec, Varaždin |
| Ž2252      | 4,2          | Varaždinska                                             | Hrašćica, Varaždin |
| Ž2253      | 5,7          | Međimurska                                              | Pleškovec, Frkanovec, Plešivica, Donji Zebanec, Zebanec Selo |
| Ž2254      | 8,6          | Međimurska                                              | Gornji Mihaljevec, Dragoslavec Selo, Vučetinec, Lopatinec |
| Ž2255      | 3,3          | Međimurska                                              | Donji Kraljevec, Hemuševec, Draškovec |
| Ž2256      | 0,2          | Krapinsko-zagorska                                      | Gubaševo (Aerodrom Gubaševo) |
| Ž2257      | 6,7          | Krapinsko-zagorska                                      | Radoboj, Gorjani Sutinski, Očura |
| Ž2258      | 13           | Krapinsko-zagorska Varaždinska                          | Gornji Macelj, Brezova Gora, Trakošćan, Pleš, Purga Bednjanska, Bednja |
| Ž2260      | 6,6          | Koprivničko-križevačka                                  | Đelekovec, Torčec, Drnje |
| Ž2261      | 1,3          | Varaždinska                                             | Vuglovec |
| Ž2262      | 3,6          | Zagrebačka                                              | Zaprešić, Jablanovec |
| Ž2264      | 16,2         | Krapinsko-zagorska                                      | Zabok, Hum Zabočki, Lug Zabočki, Bračak, Dubrava Zabočka, Špičkovina, Bedekovčina, Lug Poznanovečki, Poznanovec, Lovrečan, Zlatar Bistrica                                                                                 |
| Ž2265      | 0,7          | Varaždinska                                             | Strmec Podravski |
| Ž2266      | 0,6          | Zagrebačka                                              | Zaprešić (Ulica Pavla Lončara, Trg žrtava fašizma) |

## 3001-3304
Ovi su brojevi županijskih cesta za Srednju Hrvatsku (Bjelovarsko-bilogorska, Karlovačka, Sisačko-moslavačka i Zagrebačka županija). Dijelovi nekih cesta nalaze se i u Brodsko-posavskoj, Koprivničko-križevačkoj, Požeško-slavonskoj te Virovitičko-podravskoj županiji.
| Broj ceste | Duljina (km) | Županije                                            | Naselja |
| ---------- | ------------ | --------------------------------------------------- | --- |
| Ž3001      | 6,1          | Zagrebačka                                          | Otrčkovec, Omamno, Novakovec Bisaški |
| Ž3002      | 25           | Zagrebačka Koprivničko-križevačka                   | Komin, Tomaševec, Radoišće, Zaistovec, Gornji Fodrovec, Donji Fodrovec, Ferežani, Erdovec, Podgajec, Pesek, Križevci |
| Ž3003      | 8,2          | Bjelovarsko-bilogorska                              | Zrinski Topolovac, Kraljevac, Rovišće |
| Ž3004      | 10,2         | Bjelovarsko-bilogorska                              | Kapela, Pavlin Kloštar, Tvrda Reka, Jakopovac, Zrinski Topolovac |
| Ž3005      | 8,8          | Zagrebačka                                          | Dubravica, Rozga, Kraj Gornji, Bijela Gorica, Kraj Donji, Vukovo Selo, Harmica |
| Ž3006      | 4,8          | Zagrebačka                                          | Gornja Pušća, Hruševec Pušćanski, Hruševec Kupljenski, Kupljenovo |
| Ž3007      | 11           | Zagrebačka                                          | Stubička Slatina, Jakovlje, Donja Bistra, Bukovje Bistransko, Novaki Bistranski |
| Ž3008      | 7            | Zagrebačka                                          | Luka, Jakovlje, Kraljev Vrh |
| Ž3009      | 2,4          | Zagrebačka                                          | Kupljenovo, Jakovlje |
| Ž3010      | 5,1          | Zagrebačka                                          | Gornja Drenova, Blaškovec |
| Ž3011      | 1,6          | Zagrebačka                                          | Donja Drenova |
| Ž3012      | 1,3          | Zagrebačka                                          | Hrnjanec |
| Ž3013      | 6,2          | Zagrebačka                                          | Nespeš, Gornje Psarjevo, Donje Psarjevo, Blaževdol |
| Ž3014      | 4            | Zagrebačka                                          | Gornje Psarjevo, Biškupec Zelinski, Sveti Ivan Zelina |
| Ž3015      | 1,9          | Zagrebačka                                          | Hrastje, Polonje |
| Ž3016      | 8,2          | Zagrebačka                                          | Brezovec Zelinski, Donja Zelina |
| Ž3017      | 12,6         | Zagrebačka                                          | Marinovec Zelinski, Obrež Zelinski, Brezovec Zelinski, Sveta Helena, Majkovec, Štakorovec, Stančić, Gračec |
| Ž3018      | 18,2         | Zagrebačka                                          | Hruškovec, Hudovo, Kolenica, Šelovec, Vinkovec, Krušljevec, Preseka, Kraljev Vrh, Žabnjak, Donja Velika, Gornji Tkalec |
| Ž3019      | 11,3         | Zagrebačka                                          | Preseka, Slatina, Pogančec, Lukovo, Topolovec, Celine, Vrbovec |
| Ž3020      | 5,8          | Bjelovarsko-bilogorska                              | Rovišće, Tuk, Rajić |
| Ž3021      | 1,6          | Bjelovarsko-bilogorska                              | Rovišće, Žabjak |
| Ž3022      | 2,6          | Bjelovarsko-bilogorska                              | Predavac (Ulica 29. rujan) |
| Ž3023      | 1,6          | Bjelovarsko-bilogorska                              | Klokočevac |
| Ž3024      | 4,8          | Bjelovarsko-bilogorska                              | Bjelovar, Ivanovčani (dio Bjelovara), Plavnice Gornje |
| Ž3025      | 7            | Bjelovarsko-bilogorska                              | Veliko Trojstvo, Malo Trojstvo, Višnjevac, Ćurlovac |
| Ž3026      | 0,9          | Bjelovarsko-bilogorska                              | Bjelovar (Franjevačka ulica, Ulica Andrije Hebranga, Zvijerci, Ulica Lovre Matačića) |
| Ž3027      | 16,3         | Bjelovarsko-bilogorska                              | Bjelovar, Trojstveni Markovac, Grginac, Veliko Trojstvo, Šandrovac |
| Ž3028      | 1,5          | Bjelovarsko-bilogorska                              | Veliko Trojstvo, Maglenča |
| Ž3029      | 28,2         | Bjelovarsko-bilogorska                              | Šandrovac, Kašljavac, Orovac, Severin, Dautan, Nevinac, Međurača, Stara Plošćica, Nova Ploščica |
| Ž3030      | 10,3         | Zagrebačka                                          | Donja Pušća, Žlebec Pušćanski, Žlebec Gorički, Marija Gorica, Hrastina, Trstenik, Prigorje Brdovečko |
| Ž3031      | 1,5          | Zagrebačka                                          | Marija Gorica, Kraj Donji |
| Ž3032      | 2,2          | Zagrebačka                                          | Donja Pušća, Hrebine |
| Ž3033      | 4,4          | Zagrebačka                                          | Marija Gorica, Križ Brdovečki, Šenkovec |
| Ž3034      | 21,9         | Zagrebačka grad Zagreb                              | Sesvete (Kraljevečki Novaki, Kobiljak, Sesvetski Kraljevec), Dugo Selo, Lukarišće, Božjakovina, Brckovljani, Gračec, Lonjica, Greda, Luka, Martinska Ves, Vrbovec |
| Ž3035      | 8,4          | Zagrebačka                                          | Gornji Laduč, Drenje Brdovečko, Savski Marof, Prudnice, Zdenci Brdovečki, Javorje, Brdovec |
| Ž3036      | 3,7          | Zagrebačka                                          | Pojatno, Donja Bistra |
| Ž3037      | 2,9          | Zagrebačka                                          | Donja Bistra, Poljanica Bistranska, Oborovo Bistransko |
| Ž3038      | 1,6          | Zagrebačka                                          | Bukovec Zelinski, Donja Zelina |
| Ž3039      | 1,4          | Zagrebačka                                          | Paukovec, Goričica |
| Ž3040      | 2,1          | Zagrebačka                                          | Gradec, Gradečki Pavlovec |
| Ž3041      | 69,5         | Zagrebačka Sisačko-moslavačka                       | Haganj, Nova Kapela, Habjanovac, Dubrava, Brezje, Radulec, Zvekovac, Gornji Marinkovac, Donji Marinkovac, Mostari, Stara Marča, Gornja Obreška, Bešlinec, Predavec, Kloštar Ivanić, Ivanić-Grad, Posavski Bregi, Topolje, Lijevi Dubrovčak, (skela kroz Savu), Desni Dubrovčak, Jezero Posavsko, Suša, Ruča, Veleševec, Stružec Posavski, Vrbovo Posavsko, Orle, Drnek, Bukevje, Čret Posavski, Ribnica, Jagodno, Novo Čiče |
| Ž3042      | 20,8         | Zagrebačka                                          | Nova Kapela, Stara Kapela, Farkaševac |
| Ž3045      | 12,1         | Bjelovarsko-bilogorska                              | Bjelovar (Male Sredice), Brezovac, Novi Pavljani, Galovac, Obrovnica, Nevinac |
| Ž3046      | 1,7          | Bjelovarsko-bilogorska                              | Bjelovar (Mlinovac), Novoseljani |
| Ž3047      | 1            | Bjelovarsko-bilogorska                              | Ždralovi |
| Ž3048      | 2,9          | Bjelovarsko-bilogorska                              | Prespa, Tomaš |
| Ž3049      | 3,7          | Bjelovarsko-bilogorska Koprivničko-križevačka       | Ćurlovac, Rakitnica |
| Ž3050      | 1,4          | Zagrebačka                                          | Bregana, Velika Jazbina, Lug Samoborski |
| Ž3052      | 7,5          | Zagrebačka                                          | Vrbovec, Gradečki Pavlovec, Gradec, Cugovec |
| Ž3053      | 3,8          | Zagrebačka                                          | Bregana, Samoborski Otok |
| Ž3054      | 2,9          | Zagrebačka                                          | Samobor, Gradna |
| Ž3055      | 23           | Zagrebačka                                          | Samobor, Cerje Samoborsko, Rude, Braslovje, Prekrižje Plešivičko, Jurjevčani, Plešivica, Gornja Reka, Donja Reka, Jastrebarsko |
| Ž3056      | 13,8         | Zagrebačka                                          | Samobor, Mala Rakovica, Velika Rakovica, Kladje, Falašćak, Galgovo, Pavučnjak |
| Ž3057      | 3,8          | Zagrebačka                                          | Mala Rakovica, Cerje Samoborsko |
| Ž3058      | 2,1          | Zagrebačka                                          | Konšćica, Klake |
| Ž3059      | 1,8          | Zagrebačka                                          | Dugava (Molvički zaselak), Molvice |
| Ž3060      | 8,3          | Zagrebačka                                          | Samobor, Hrastina Samoborska, Strmec, Orešje, Bestovje |
| Ž3061      | 6,5          | Zagrebačka                                          | Sveta Nedelja, Brezje, Kerestinec, Žitarka, Kalinovica |
| Ž3062      | 1            | Zagrebačka                                          | Brezje, Novaki |
| Ž3063      | 6,1          | Zagrebačka grad Zagreb                              | Sveta Nedelja, Strmec, Bestovje, Zagreb |
| Ž3064      | 7,1          | Zagrebačka grad Zagreb                              | Bestovje, Rakitje, Ježdovec, Lučko |
| Ž3065      | 2            | Zagrebačka                                          | Mala Gorica, Kerestinec |
| Ž3066      | 0,9          | Zagrebačka                                          | Kerestinec |
| Ž3067      | 4,6          | Zagrebačka                                          | Gornji Stupnik, Donji Stupnik |
| Ž3068      | 10,2         | Zagrebačka                                          | Velika Gorica (Rakarje), Kobilić, Črnkovec, Šćitarjevo, Novaki Šćitarjevski, Sasi |
| Ž3069      | 4,6          | Zagrebačka                                          | Črnkovec, Lekneno, Strmec Bukevski |
| Ž3070      | 15,5         | Zagrebačka                                          | Dugo Selo, Dragošička, Rugvica, Novaki Oborovski, Preseka Oborovska, Oborovo, (skela kroz Savu), Vrbovo Posavsko |
| Ž3071      | 0,5          | Zagrebačka                                          | Dugo Selo (Kolodvorska ulica) |
| Ž3072      | 4,7          | Zagrebačka                                          | Mala Ostrna, Velika Ostrna |
| Ž3074      | 15,7         | Zagrebačka                                          | Prikraj, Gornja Greda, Lupoglav, Prečec, Tedrovec, Lipovec Lonjski, Šćapovec, Kloštar Ivanić, Caginec |
| Ž3075      | 18,8         | Zagrebačka                                          | Rakovec, Goli Vrh, Samoborec, Peskovec, Greda |
| Ž3076      | 8,9          | Zagrebačka                                          | Gračec, Brckovljani |
| Ž3077      | 0,5          | Zagrebačka                                          | Brčevec |
| Ž3078      | 2,1          | Zagrebačka                                          | Savska Cesta, Brčevec |
| Ž3079      | 5            | Zagrebačka                                          | Savska Cesta, Prilesje, Poljanski Lug |
| Ž3080      | 3,2          | Zagrebačka                                          | Savska Cesta, Poljana |
| Ž3081      | 7,8          | Bjelovarsko-bilogorska                              | Ivanska, Laminac, Štefanje |
| Ž3082      | 14,3         | Bjelovarsko-bilogorska                              | Ivanska, Križic, Gornja Šušnjara, Donja Šušnjara, Martinac, Gornji Miklouš, Donji Miklouš |
| Ž3083      | 0,9          | Bjelovarsko-bilogorska                              | Veliko Korenovo |
| Ž3084      | 25,5         | Bjelovarsko-bilogorska                              | Ivanska, Berek, Šimljanica, Begovača, Trnovitički Popovac |
| Ž3085      | 6,9          | Bjelovarsko-bilogorska                              | Ivanska, Srijedska, Stara Plošćica |
| Ž3086      | 2,2          | Bjelovarsko-bilogorska                              | Srijedska, Đurđic |
| Ž3087      | 1,3          | Bjelovarsko-bilogorska                              | Prespa |
| Ž3088      | 1,5          | Bjelovarsko-bilogorska                              | Patkovac, Ciglena |
| Ž3089      | 0,8          | Bjelovarsko-bilogorska                              | Nova Rača, Stara Rača |
| Ž3090      | 28,5         | Bjelovarsko-bilogorska                              | Bulinac, Nova Rača, Tociljevac, Sasovac, Orlovac, Nova Ploščica, Mala Trnovitica, Velika Trnovitica, Mala Mlinska, Veliki Pašijan |
| Ž3091      | 3,1          | Bjelovarsko-bilogorska                              | Bedenik, Babinac |
| Ž3092      | 9,9          | Bjelovarsko-bilogorska                              | Veliki Grđevac, Donja Kovačica, Slovinska Kovačica, Orlovac |
| Ž3093      | 13,8         | Bjelovarsko-bilogorska                              | Veliki Grđevac, Gornja Kovačica, Mali Grđevac, Velika Barna |
| Ž3094      | 26,5         | Bjelovarsko-bilogorska                              | Veliki Grđevac, Velika Barna, Grubišno Polje, Poljani, Donja Rašenica, Ivanovo Selo, Maslenjača, Donja Vrijeska, Gornja Vrijeska, |
| Ž3095      | 2,9          | Bjelovarsko-bilogorska                              | Gornja Kovačica, Zrinska |
| Ž3096      | 8            | Zagrebačka Karlovačka                               | Dančulovići, Radina Vas, Brezje Vivodinsko, Belošići, Petruš Vrh |
| Ž3097      | 19,1         | Zagrebačka Karlovačka                               | Krašić, Kučer, Jezerine, Radina Gorica, Kurpezova Gorica, Dvorišće Vivodinsko, Hodinci, Petruš Vrh, Vivodina, Zorkovac Vivodinski, Vrškovac, Cerje Vivodinsko, Preseka Ozaljska |
| Ž3099      | 2,2          | Karlovačka                                          | Vrhovac, Zajačko Selo |
| Ž3100      | 7,9          | Zagrebačka                                          | Kostel Pribićki, Dol, Slavetić, Rastoki |
| Ž3102      | 19,1         | Zagrebačka                                          | Novaki Petrovinski, Volavje, Petrovina, Brezari, Celine, Belčići, Bukovac Svetojanski, Draga Svetojanska, Gorica Svetojanska, Ivančići, Malunje, Hrastje Plešivičko, Jastrebarsko |
| Ž3103      | 2,5          | Zagrebačka                                          | Novaki Petrovinski, Domagović |
| Ž3104      | 0,7          | Zagrebačka                                          | Gornja Reka, Donja Reka |
| Ž3105      | 3,1          | Zagrebačka                                          | Stankovo, Gornji Desinec |
| Ž3106      | 16,3         | Zagrebačka                                          | Pisarovina, Velika Jamnička, Bratina, Kupinec, Donja Zdenčina |
| Ž3108      | 12,7         | Zagrebačka                                          | Vukomerić, Lučelnica, Jamnica Pisarovinska, Pisarovina |
| Ž3109      | 3,2          | Zagrebačka                                          | Velika Mlaka, Donja Lomnica |
| Ž3111      | 6            | Zagrebačka                                          | Okuje, Mraclin |
| Ž3112      | 6,9          | Zagrebačka                                          | Mala Buna, Šiljakovina, Kozjača |
| Ž3113      | 5,4          | Zagrebačka                                          | Vukovina, Staro Čiče, Novo Čiče, Lazina Čička |
| Ž3115      | 3,4          | Zagrebačka                                          | Turopolje, Rakitovec |
| Ž3116      | 6            | Zagrebačka                                          | Podvornica, Buševec |
| Ž3117      | 3,2          | Zagrebačka                                          | Velika Gorica (Ulica Slavka Kolara, Ulica kralja Zvonimira, Rakarska ulica) |
| Ž3118      | 2,7          | Zagrebačka                                          | Poljana Čička |
| Ž3119      | 12,8         | Zagrebačka                                          | Oborovo, Prevlaka, Prečno, Prerovec, Lijevi Dubrovčak |
| Ž3120      | 20,8         | Sisačko-moslavačka                                  | Jezero Posavsko, Desno Željezno, Desno Trebarjevo, Martinska Ves, Tišina Kaptolska, Sisak |
| Ž3121      | 31,5         | Zagrebačka Sisačko-moslavačka                       | Lijevi Dubrovčak, Lijeva Luka, Lijevo Trebarjevo, Martinska Ves, Mahovo, Setuš, Tišina Erdedska, Palanjek |
| Ž3122      | 0,9          | Zagrebačka                                          | Ivanić-Grad, Jalševec Breški |
| Ž3124      | 62,2         | Zagrebačka Sisačko-moslavačka                       | Bunjani, Križ, Novoselec, Obedišće, Vidrenjak, Grabrov Potok, Donja Vlahinička, Popovača, Voloder, Gornja Gračenica, Repušnica, Kutina, Ilova, Zbjegovača, Banova Jaruga, Krivaj, Lipovljani, Nova Subocka, Brestača, Novska |
| Ž3125      | 2,1          | Zagrebačka                                          | Graberje Ivanićko, Deanovec |
| Ž3126      | 0,6          | Zagrebačka                                          | Križ, Gornji Prnjarovec |
| Ž3127      | 0,9          | Zagrebačka                                          | Križ, Novoselec |
| Ž3128      | 17,7         | Bjelovarsko-bilogorska Sisačko-moslavačkaZagrebačka | Čazma, Suhaja, Pobjenik, Vrtlinska, Kostanj, Rečica Kriška, Novoselec |
| Ž3129      | 3,8          | Zagrebačka                                          | Novoselec, Okešinec, Vezišće |
| Ž3130      | 8,6          | Sisačko-moslavačka                                  | Velika Ludina, Mala Ludina, Kompator, Kostanj |
| Ž3131      | 22,2         | Bjelovarsko-bilogorska Sisačko-moslavačka           | Gornja Garešnica, Novo Selo Garešničko, Podgarić, Gornja Jelenska, Podbrđe, Popovača |
| Ž3132      | 5,4          | Bjelovarsko-bilogorska                              | Velika Trnovitica, Hercegovac, |
| Ž3133      | 8,2          | Bjelovarsko-bilogorska                              | Hercegovac, Velika Trnava, Ladislav, Pavlovac |
| Ž3134      | 2,7          | Bjelovarsko-bilogorska                              | Hercegovac, Velika Trnava |
| Ž3135      | 3,1          | Bjelovarsko-bilogorska                              | Hercegovac, Ilovski Klokočevac |
| Ž3136      | 13,3         | Bjelovarsko-bilogorska                              | Garešnica, Kajgana, Tomašica, Ilovski Klokočevac, Veliki Zdenci |
| Ž3137      | 5,9          | Bjelovarsko-bilogorska                              | Ilovski Klokočevac, Imsovac, Daruvarski Brestovac |
| Ž3138      | 9,9          | Bjelovarsko-bilogorska                              | Končanica, Daruvarski Brestovac, Dežanovac |
| Ž3139      | 2,4          | Bjelovarsko-bilogorska                              | Grbavac, Orlovac Zdenački, Mali Zdenci |
| Ž3140      | 4,3          | Karlovačka                                          | Pravutina, Zaluka Lipnička, Brihovo, Mišinci, Žakanje |
| Ž3141      | 10,2         | Karlovačka                                          | Netretić, Ladešići, Donje Prilišće, Srednje Prilišće, Gornje Prilišće, Vukova Gorica |
| Ž3142      | 9            | Karlovačka                                          | Donje Stative, Vinski Vrh, Novigrad na Dobri, Maletići, Jarče Polje |
| Ž3143      | 10,5         | Karlovačka                                          | Ozalj, Trg, Polje Ozaljsko, Trešćerovac, Zorkovac na Kupi, Levkušje, Gornje Pokupje |
| Ž3144      | 8,2          | Karlovačka                                          | Mali Erjavec, Jaškovo, Grdun, Tomašnica, Donje Stative |
| Ž3145      | 3,8          | Karlovačka                                          | Tomašnica, Zadobarje, Karlovac (Mala Jelsa) |
| Ž3146      | 4,9          | Karlovačka                                          | Mahićno, Tuškani, Zagraj, Draganić |
| Ž3147      | 5            | Karlovačka                                          | Karlovac (Žumberačka ulica, Donja Jelsa, Brdo, Brodarci, Donje Pokupje) |
| Ž3148      | 5,2          | Karlovačka                                          | Karlovac (Banija, Ulica Petra Zrinskog, Domobranska ulica, Rakovac, Udbinja, Mostanje) |
| Ž3149      | 7,1          | Karlovačka                                          | Karlovac (Gradac), Vodostaj, Donje Mekušje, Husje, Kobilić Pokupski |
| Ž3150      | 1,4          | Karlovačka                                          | Draganić (bivša naselja Draganići i Lazina) |
| Ž3151      | 7,5          | Sisačko-moslavačka                                  | Pešćenica, Brežane Lekeničke, Cerje Letovanićko |
| Ž3152      | 33,4         | Zagrebačka Karlovačka Sisačko-moslavačka            | Gradec Pokupski, Lasinja, Desno Sredičko, Desni Štefanki, Dugo Selo Lasinjsko, Trepča, Čremušnica, Golinja, Bović, Gornja Čemernica, Blatuša |
| Ž3153      | 21           | Karlovačka                                          | Lasinja, Prkos Lasinjski, Banski Kovačevac, Kablar, Banska Selnica, Slunjska Selnica, Ribari, Lipje, Brežani, Skakavac |
| Ž3154      | 1,7          | Zagrebačka                                          | Lijevi Štefanki |
| Ž3155      | 5,6          | Zagrebačka                                          | Kravarsko, Gladovec Kravarski, Donji Hruševec |
| Ž3156      | 6,5          | Sisačko-moslavačka                                  | Žažina, Mala Gorica, Brest Pokupski |
| Ž3157      | 6,8          | Sisačko-moslavačka                                  | Dužica, Greda, Sela |
| Ž3158      | 11,8         | Sisačko-moslavačka                                  | Okoli, Velika Ludina, Gornja Vlahinićka |
| Ž3160      | 1,1          | Sisačko-moslavačka                                  | Popovača (Kolodvorska ulica) |
| Ž3161      | 13,4         | Sisačko-moslavačka                                  | Stružec, Osekovo, Donja Gračenica, Gornja Gračenica |
| Ž3163      | 7,7          | Sisačko-moslavačka                                  | Selište, Kletište, Kutina |
| Ž3164      | 1,4          | Sisačko-moslavačka                                  | Šartovac, Kutinska Slatina |
| Ž3165      | 5,8          | Bjelovarsko-bilogorska                              | Garešnički Brestovac, Dišnik |
| Ž3166      | 7,5          | Bjelovarsko-bilogorska                              | Rogoža, Veliko Vukovje |
| Ž3167      | 15           | Bjelovarsko-bilogorska Sisačko-moslavačka           | Garešnica, Ciglenica, Kaniška Iva, Malo Vukovje, Veliko Vukovje, Međurić |
| Ž3168      | 15,6         | Bjelovarsko-bilogorska Požeško-slavonska            | Uljanik, Duhovi, Antunovac, Poljana |
| Ž3169      | 11,4         | Bjelovarsko-bilogorska Požeško-slavonska            | Dežanovac, Kaštel Dežanovački, Trojeglava, Donji Sređani, Gornji Sređani, Badljevina |
| Ž3170      | 6,3          | Bjelovarsko-bilogorska                              | Daruvar, Vrbovac, Markovac, Pakrani, Sirač |
| Ž3171      | 1,8          | Bjelovarsko-bilogorska                              | Doljani, Šibovac |
| Ž3172      | 6,3          | Bjelovarsko-bilogorska                              | Doljani, Sirač |
| Ž3173      | 1,3          | Bjelovarsko-bilogorska                              | Sirač, Miljanovac |
| Ž3174      | 11,6         | Karlovačka                                          | Bosiljevo, Bitorajci, Skoblić Brdo, Potok Bosiljevski, Vrhova Gorica, Kraljevo Selo, Laslavići, Beč, Vodena Draga, Jarče Polje |
| Ž3175      | 32,2         | Karlovačka                                          | Bosiljevo, Orišje, Krč Bosiljevski, Lipovšćaki, Podrebar, Rendulići, Grabrk, Mateše, Malik, Otok na Dobri, Trošmarija, Popovo Selo, Ogulin |
| Ž3176      | 11,4         | Karlovačka                                          | Orišje, Novo Selo Bosiljevsko, Tomašići, Skukani, Erdelj, Generalski Stol |
| Ž3179      | 9,8          | Karlovačka                                          | Novigrad na Dobri, Rešetarevo, Zagradci, Skupica, Karlovac (Vučjak, Zagrad, Primorska ulica) |
| Ž3180      | 2,8          | Karlovačka                                          | Zagradci, Duga Resa |
| Ž3181      | 5,1          | Karlovačka                                          | Karlovac (Mala Švarča), Donje Mrzlo Polje Mrežničko, Duga Resa |
| Ž3182      | 5,4          | Karlovačka                                          | Duga Resa (Ulica bana Josipa Jelačića, Jozefinska cesta), Belavići |
| Ž3183      | 8,7          | Karlovačka                                          | Belavići, Mrežnički Novaki, Cerovački Galovići, Mihalić Selo, Donje Bukovlje, Gornje Bukovlje, Zvečaj |
| Ž3184      | 4,5          | Karlovačka                                          | Duga Resa, Mrežnički Varoš, Belajske Poljice |
| Ž3185      | 38,6         | Karlovačka                                          | Karlovac (Logorište), Belajske Poljice, Belaj, Podvožić, Gornji Velemerić, Barilović, Šćulac, Siča, Lučica, Maurovići, Marlovac, Perjasica, Mateško Selo, Keići, Dobrenići, Generalski Stol |
| Ž3186      | 49,8         | Karlovačka Sisačko-moslavačka                       | Karlovac (Turanj, Kamensko), Popović Brdo, Skakavac, Banski Moravci, Donji Sjeničak, Gornji Sjeničak, Vrginmost, Podgorje, Blatuša |
| Ž3187      | 8,6          | Karlovačka                                          | Cerovac Vukmanićki, Vukmanić, Knez Gorica, Gornja Trebinja |
| Ž3188      | 1,8          | Karlovačka                                          | Cerovac Vukmanićki, Ladvenjak |
| Ž3189      | 8,7          | Karlovačka                                          | Barilović, Kosijersko Selo, Dugi Dol, Krnjak |
| Ž3191      | 15,3         | Karlovačka Sisačko-moslavačka                       | Dugo Selo Lasinjsko, Stipan, Šljivovac, Ostrožin |
| Ž3192      | 7,3          | Sisačko-moslavačka                                  | Kozarac, Pješčanica, Vrginmost |
| Ž3193      | 1,8          | Sisačko-moslavačka                                  | Ilovačak, Desni Degoj |
| Ž3194      | 8,1          | Sisačko-moslavačka                                  | Čremušnica, Desni Degoj, Gornja Bučica, Donje Taborište |
| Ž3195      | 18,8         | Sisačko-moslavačka                                  | Slatina Pokupska, Zaloj, Gračanica Šišinečka, Stankovac, Mala Solina, Hađer, Prekopa |
| Ž3196      | 17,3         | Sisačko-moslavačka                                  | Dumače, Novi Farkašić, Vratečko, Slana, Glinska Poljana, Graberje |
| Ž3197      | 2,5          | Sisačko-moslavačka                                  | Gora, Strašnik |
| Ž3198      | 8,1          | Sisačko-moslavačka                                  | Nebojan, Srednje Mokrice, Gornje Mokrice, Župić |
| Ž3199      | 0,5          | Sisačko-moslavačka                                  | Petrinja (Ulica Ivana Mažuranića) |
| Ž3200      | 2,9          | Sisačko-moslavačka                                  | Petrinja (Ulica Gromova) |
| Ž3201      | 14,1         | Sisačko-moslavačka                                  | Taborište, Hrastovica, Hrvatski Čuntić, Prnjavor Čuntićki, Donja Mlinoga, Jabukovac, Kraljevčani |
| Ž3202      | 2,5          | Sisačko-moslavačka                                  | Petrinja, Nova Drenčina |
| Ž3203      | 1,8          | Sisačko-moslavačka                                  | Odra Sisačka, Staro Pračno |
| Ž3204      | 0,3          | Sisačko-moslavačka                                  | Sisak (Rimska ulica) |
| Ž3205      | 12,6         | Sisačko-moslavačka                                  | Sisak (Viktorovac, Caprag), Crnac, Topolovac, Novo Selo Palanječko |
| Ž3208      | 7,9          | Sisačko-moslavačka                                  | Gornje Komarevo, Madžari, Letovanci, Blinja |
| Ž3210      | 5,5          | Sisačko-moslavačka                                  | Gušće, Veliko Svinjičko |
| Ž3211      | 8,1          | Sisačko-moslavačka                                  | Gornja Letina, Gradusa Posavska, Greda Sunjska, Sunja, |
| Ž3212      | 1,2          | Sisačko-moslavačka                                  | Kutina, Husain |
| Ž3213      | 9,2          | Sisačko-moslavačka                                  | Piljenice, Ilova, Gojlo |
| Ž3214      | 0,6          | Sisačko-moslavačka                                  | Zbjegovača |
| Ž3215      | 4,1          | Sisačko-moslavačka                                  | Lipovljani (Ulica braće Radića, Kolodvorska ulica, Industrijska ulica, ulaz 9a u autocestu A3) |
| Ž3216      | 2,7          | Sisačko-moslavačka                                  | Banova Jaruga, Jamarica |
| Ž3217      | 3,5          | Sisačko-moslavačka                                  | Novska, Kozarice |
| Ž3218      | 10,2         | Karlovačka                                          | Ogulin, Sabljak Selo, Ribarići, Gornje Zagorje |
| Ž3219      | 4,9          | Karlovačka                                          | Sabljak Selo, Salopek Selo, Dujmić Selo, Desmerice |
| Ž3220      | 1,3          | Karlovačka                                          | Zdenac, Tounj |
| Ž3221      | 2,3          | Karlovačka                                          | Zdenac, Rebrovići |
| Ž3223      | 6,5          | Sisačko-moslavačka                                  | Hađer, Dvorišće, Donji Viduševac, Glina |
| Ž3224      | 12,1         | Karlovačka                                          | Johovo, Rajić Brdo, Dunjak, Klokoč, Donja Brusovača |
| Ž3225      | 23,1         | Karlovačka Sisačko-moslavačka                       | Vojnić, Radonja, Malička |
| Ž3227      | 2,7          | Sisačko-moslavačka                                  | Donja Čemernica, Gređani, Topusko |
| Ž3228      | 17,4         | Sisačko-moslavačka                                  | Topusko, Ponikvari, Perna, Malička |
| Ž3229      | 34,6         | Karlovačka Sisačko-moslavačka                       | Maljevac, Gejkovac, Crni Potok, Katinovac, Staro Selo Topusko, Velika Vranovina, Topusko, Hrvatsko Selo, Skela, Gornji Viduševac |
| Ž3230      | 7,1          | Sisačko-moslavačka                                  | Lekenik, Poljana Lekenička, Cerje Letovanićko |
| Ž3231      | 20,2         | Sisačko-moslavačka                                  | Glina, Donje Selište, Gornje Selište, Šibine, Šaševa, Mali Obljaj, Veliki Obljaj, (granični prijelaz Veliki Obljaj - Bosanska Bojna) |
| Ž3232      | 1            | Sisačko-moslavačka                                  | Glina, Majske Poljane |
| Ž3233      | 7,4          | Sisačko-moslavačka                                  | Grabovac Banski, Luščani |
| Ž3234      | 40,8         | Sisačko-moslavačka                                  | Ravno Rašće, Majski Trtnik, Vlahović, Veliki Šušnjar, Dodoši, Miočinovići, Gornja Stupnica, Donja Stupnica, Trgovi |
| Ž3235      | 7,1          | Sisačko-moslavačka                                  | Grabovac Banski, Donja Bačuga, Hrvatski Čuntić |
| Ž3237      | 9,4          | Sisačko-moslavačka                                  | Majski Trtnik, Drenovac Banski, Bijele Vode, Dragotina |
| Ž3238      | 11,4         | Sisačko-moslavačka                                  | Grabovac Banski, Drenovac Banski, Martinovići, Mali Gradac, Kozaperovica, Dragotina |
| Ž3240      | 7,9          | Sisačko-moslavačka                                  | Donja Mlinoga, Gornja Mlinoga, Jošavica, Bijelnik |
| Ž3241      | 4,7          | Sisačko-moslavačka                                  | Komogovina, Borojevići, Mečenčani, Prevršac |
| Ž3242      | 9,9          | Sisačko-moslavačka                                  | Brest Pokupski, Vurot, Stara Drenčina, Staro Pračno |
| Ž3244      | 13,9         | Sisačko-moslavačka                                  | Sjeverovac, Mala Gradusa, Mala Paukova, Drljača, |
| Ž3245      | 3,8          | Sisačko-moslavačka                                  | Veliko Krčevo, Graboštani |
| Ž3247      | 29,1         | Sisačko-moslavačka                                  | Sunja, Bistrač, Bobovac, Strmen, Slovinci, Timarci |
| Ž3249      | 12,3         | Sisačko-moslavačka                                  | Krapje, Plesmo, Sigetac, Stara Subocka, Nova Subocka |
| Ž3250      | 5,1          | Sisačko-moslavačka                                  | Novska (Ulica kralja Tomislava), Bročice |
| Ž3251      | 0,7          | Sisačko-moslavačka                                  | Novska (Kolodvorska ulica) |
| Ž3252      | 20,3         | Brodsko-posavska Sisačko-moslavačka                 | Novska (Osječka ulica), Stari Grabovac, Paklenica, Voćarica, Jazavica, Roždanik, Rajić, Borovac, Lađevac, Bodegraj, Okučani |
| Ž3253      | 11,5         | Sisačko-moslavačka                                  | Jasenovac, Košutarica, Mlaka |
| Ž3254      | 23           | Karlovačka                                          | Jasenak, Potok Musulinski, Puškarići, Sveti Petar |
| Ž3255      | 3,6          | Karlovačka                                          | Oštarije, Skradnik |
| Ž3256      | 29,6         | Karlovačka                                          | Kamenica Skradnička, Tržić Tounjski, Mjesto Primišlje, Gornje Primišlje, Livade, Zečev Varoš, Slunj |
| Ž3257      | 6            | Karlovačka                                          | Rastoke, Gornje Taborište, Cvitović, Glinsko Vrelo |
| Ž3258      | 22           | Karlovačka                                          | Donje Taborište, Gornje Taborište, Mali Vuković, Donji Kremen, Batnoga |
| Ž3259      | 3,5          | Sisačko-moslavačka                                  | Sisak (Galdovo, Savska ulica, Odvojak Ostrova), Topolovac |
| Ž3262      | 11,8         | Sisačko-moslavačka                                  | Gorička, Paukovac, Gornji Javoranj, Donji Javoranj, Hrtić, Vanići |
| Ž3263      | 11,6         | Sisačko-moslavačka                                  | Zrin, Rogulje, Gornja Oraovica, Donja Oraovica, Divuša |
| Ž3264      | 8,9          | Sisačko-moslavačka                                  | Šaš, Utolica, Rosulje |
| Ž3266      | 29,7         | Karlovačka                                          | Cetingrad, Podcetin, Sadikovac, Komesarac, Kestenje, Komesarac, Srednje Selo, Kruškovača, Bogovolja, Donji Furjan |
| Ž3267      | 13,2         | Karlovačka                                          | Donji Furjan, Kosa, Zapoljak, Koranski Lug, Basara, Kordunski Ljeskovac |
| Ž3269      | 14,4         | Karlovačka                                          | Rakovica, Tržačka Raštela |
| Ž3270      | 6,8          | Karlovačka                                          | Klokoč, Gojkovac, Gornja Žrvnica, Begovo Brdo, Polojski Varoš |
| Ž3271      | 4,5          | Karlovačka                                          | Maljevac, Buhača, Pašin Potok |
| Ž3272      | 4,4          | Bjelovarsko-bilogorska Požeško-slavonska            | Sirač, Badljevina |
| Ž3273      | 18,2         | Zagrebačka Karlovačka                               | Kašt, Kordići Žumberački, Sošice, Reštovo Žumberačko, Plavci, Gornji Oštrc, Tupčina, Jurkovo Selo |
| Ž3274      | 5,9          | Sisačko-moslavačka                                  | Mahovo, Palanjek |
| Ž3275      | 3,9          | Sisačko-moslavačka                                  | Stankovac, Slana |
| Ž3276      | 3            | Zagrebačka                                          | Kraj Gornji, Marija Magdalena |
| Ž3277      | 14,4         | Bjelovarsko-bilogorska                              | Berek, Potok, Ruškovac, Gornja Ploščica, Gornja Trnovitica, Velika Trnovitica |
| Ž3279      | 2,5          | Zagrebačka                                          | Vukovina, Gornje Podotočje, Kuče |
| Ž3280      | 2,9          | Bjelovarsko-bilogorska                              | Nova Rača, Drljanovac |
| Ž3281      | 9,7          | Bjelovarsko-bilogorska                              | Tomašica, Sokolovac, Kreštelovac, Dežanovac |
| Ž3282      | 7,8          | Bjelovarsko-bilogorska                              | Orlovac, Dražica, Pavlovac |
| Ž3283      | 6            | Bjelovarsko-bilogorska                              | Siščani, Zdenčec, Štefanje |
| Ž3284      | 8,6          | Bjelovarsko-bilogorska                              | Cerina, Donji Lipovčani, Marčani, Sovari |
| Ž3287      | 1,1          | Bjelovarsko-bilogorska                              | Daruvar (Zagrebačka ulica, Ulica Petra Zrinskog) |
| Ž3288      | 21,8         | Zagrebačka                                          | Sveti Ivan Zelina, Šulinec, Marinovec Zelinski, Krečaves, Rakovec, Brezani, Krkač, Dijaneš, Gaj, Celine, Vrbovec, Naselje Stjepana Radića |
| Ž3290      | 5,7          | Karlovačka                                          | Grabovac Vojnićki, Kolarić, Vojnić |
| Ž3291      | 18,2         | Bjelovarsko-bilogorska Požeško-slavonska            | Sirač, Donji Grahovljani, Dereza |
| Ž3292      | 1,6          | Sisačko-moslavačka                                  | Pešćenica (put do željezničke postaje) |
| Ž3294      | 26,4         | Sisačko-moslavačka                                  | Vedro Polje, Staza, Čapljina, Jasenovčani, Papići, Kostreši, Slovinci, Šaš, Živaja, Gornji Cerovljani, Donji Cerovljani, Hrvatska Dubica |
| Ž3296      | 8,3          | Karlovačka                                          | Kamanje, Police Pirišće, Dvorišće Ozaljsko, Novaki Ozaljski, Boševci, Ozalj |
| Ž3297      | 7,7          | Zagrebačka Karlovačka                               | Krašić, Brezarić, Pobrežje, Zajačko Selo, Ozalj |
| Ž3298      | 3,1          | Zagrebačka                                          | Velika Gorica (Ulica Andrije Kačića Milošića, Ulica Stjepana Fabijančića Jape, Ulica Ivana Gorana Kovačića) |
| Ž3299      | 1,8          | Zagrebačka                                          | Velika Gorica, Gradići |
| Ž3300      | 6            | Bjelovarsko-bilogorska                              | Predavac, Klokočevac, Bjelovar |
| Ž3301      | 38,1         | Bjelovarsko-bilogorska Virovitičko-podravska        | Donji Daruvar, Batinjani, Vukovije, Gornja Vrijeska, Veliki Bastaji, Koreničani, Potočani, Katinac, Đulovac, Kravljak, Pivnica Slavonska, Pepelana, Pčelić, Suhopolje |
| Ž3302      | 1,6          | Zagrebačka                                          | Martinska Ves, Vrbovec (Ulica braće Radić) |
| Ž3303      | 5,2          | Karlovačka                                          | Donji Lađevac, Videkić Selo, Broćanac |
| Ž3304      | 5            | Sisačko-moslavačka                                  | Lipovljani |

## 4001-4299
Ovi su brojevi županijskih cesta za Istočnu Hrvatsku (Brodsko-posavska, Osječko-baranjska, Požeško-slavonska, Virovitičko-podravska i Vukovarsko-srijemska županija). Dijelovi cesta nalazi se i u Bjelovarsko-bilogorskoj i Sisačko-moslavačkoj županiji.
| Broj ceste | Duljina (km) | Županije                                                  | Naselja |
| ---------- | ------------ | --------------------------------------------------------- | --- |
| Ž4001      | 5,4          | Virovitičko-podravska                                     | Pitomača, Dinjevac |
| Ž4002      | 29,9         | Bjelovarsko-bilogorska Virovitičko-podravska              | Velika Pisanica, Polum, Bačkovica, Velika Črešnjevica, Otrovanec, Pitomača |
| Ž4003      | 4,2          | Virovitičko-podravska                                     | Okrugljača, Bušetina |
| Ž4004      | 3,2          | Virovitičko-podravska                                     | Gornje Bazje, Veliko Polje |
| Ž4005      | 13,8         | Virovitičko-podravska                                     | Žlebina, Rušani, Gradina, Lipovac |
| Ž4006      | 9,9          | Virovitičko-podravska                                     | Velika Črešnjevica, Sedlarica, Turnašica, Vukosavljevica, Lozan |
| Ž4007      | 18,4         | Virovitičko-podravska                                     | Rogovac, Bušetina, Lukač, Bačevac, Gradina |
| Ž4008      | 5,6          | Virovitičko-podravska                                     | Bušetina, Špišić Bukovica |
| Ž4009      | 1,7          | Virovitičko-podravska                                     | Turanovac, Kapela Dvor |
| Ž4010      | 7,7          | Virovitičko-podravska                                     | Detkovac, Brezovica, Gradina |
| Ž4011      | 4,4          | Osječko-baranjska                                         | Duboševica |
| Ž4012      | 1,4          | Virovitičko-podravska                                     | Vukosavljevica |
| Ž4013      | 2,2          | Virovitičko-podravska                                     | Lukač, Dugo Selo Lukačko |
| Ž4014      | 7,9          | Virovitičko-podravska                                     | Brezovica, Vladimirovac, Budakovac |
| Ž4015      | 2,2          | Virovitičko-podravska                                     | Lipovac |
| Ž4016      | 1,5          | Virovitičko-podravska                                     | Gaćište, Orešac |
| Ž4017      | 1,9          | Osječko-baranjska                                         | Kneževo (Osječka, Graničarska i Radnička ulica) |
| Ž4018      | 18,5         | Osječko-baranjska                                         | Kneževo, Topolje, Gajić, Draž, Batina |
| Ž4019      | 14,6         | Osječko-baranjska                                         | Kneževo, Branjina, Podolje, Draž |
| Ž4020      | 5,5          | Virovitičko-podravska                                     | Virovitica, Sveti Đurađ, Podgorje, Golo Brdo |
| Ž4021      | 1,8          | Virovitičko-podravska                                     | Virovitica, Milanovac |
| Ž4022      | 13,1         | Virovitičko-podravska                                     | Virovitica, Rezovac, Borova, Pčelić |
| Ž4023      | 3,1          | Virovitičko-podravska                                     | Rezovac, Rezovačke Krčevine |
| Ž4024      | 33,5         | Virovitičko-podravska                                     | Suhopolje, Orešac, Novaki, Vaška, Kapinci, Sopje, Gornje Predrijevo, Noskovci, Čađavica |
| Ž4025      | 15,8         | Virovitičko-podravska                                     | Novaki, Španat, Gornji Miholjac, Bakić, Slatina |
| Ž4026      | 6,5          | Virovitičko-podravska                                     | Sopje, Nova Šarovka, Markovo, Medinci |
| Ž4027      | 2,2          | Osječko-baranjska                                         | Popovac |
| Ž4028      | 19,2         | Bjelovarsko-bilogorska Virovitičko-podravska              | Pivnica Slavonska, Velika Klisa, Mačkovac, Novo Kusonje, Donje Kusonje, Radosavci, Slatina |
| Ž4029      | 3,3          | Virovitičko-podravska                                     | Bakić, Josipovo |
| Ž4030      | 67           | Osječko-baranjska Požeško-slavonska Virovitičko-podravska | Podravska Moslavina, Krčenik, Žabnjača, Crnac, Donje Predrijevo, Obradovci, Slavonske Bare, Zdenci, Duga Međa, Orahovica, Duzluk, Kutjevo, Ferovac, Grabarje, Ćosinac, Sesvete, Gradac, Pleternica          |
| Ž4031      | 39           | Osječko-baranjska                                         | Viljevo, Cret Viljevski, Kapelna, Kućanci, Magadenovac, Šljivoševci, Lacići, Koška |
| Ž4032      | 5,3          | Osječko-baranjska                                         | Donji Miholjac, Ivanovo, Bockovac, Blanje |
| Ž4033      | 7,2          | Osječko-baranjska                                         | Torjanci, Novo Nevesinje |
| Ž4034      | 3,4          | Osječko-baranjska                                         | Luč, Petlovac |
| Ž4035      | 1            | Osječko-baranjska                                         | Šumarina, Luč |
| Ž4036      | 1,7          | Osječko-baranjska                                         | Branjin Vrh, Šećerana |
| Ž4037      | 7,8          | Osječko-baranjska                                         | Podolje, Kotlina, Kneževi Vinogradi |
| Ž4038      | 24,8         | Virovitičko-podravska                                     | Čađavica, Donje Bazije, Miljevci, Borik, Mikleuš, Čojlug, Četekovac, Balinci, Ćeralije |
| Ž4039      | 3,2          | Virovitičko-podravska                                     | Čađavica, Zvonimirovac |
| Ž4040      | 1            | Osječko-baranjska                                         | Novi Bezdan |
| Ž4041      | 18,5         | Osječko-baranjska                                         | Bolman, Novi Bolman, Jagodnjak, Novi Čeminac, Uglješ, Švajcarnica |
| Ž4042      | 18,2         | Osječko-baranjska                                         | Kneževi Vinogradi, Grabovac, Lug, Vardarac, Bilje |
| Ž4043      | 1,9          | Virovitičko-podravska                                     | Pivnica Slavonska, Levinovac |
| Ž4044      | 9,1          | Virovitičko-podravska                                     | Hum, Voćin |
| Ž4045      | 14,9         | Virovitičko-podravska                                     | Nova Bukovica, Brezik, Miljevci, Suha Mlaka, Crnac |
| Ž4046      | 2,6          | Osječko-baranjska                                         | Golinci, Miholjački Poreč |
| Ž4047      | 8,6          | Osječko-baranjska                                         | Miholjački Poreč, Radikovci, Čamagajevci, Črnkovci |
| Ž4048      | 4,2          | Osječko-baranjska                                         | Čamagajevci, Kunišinci, Marijanci |
| Ž4049      | 9,8          | Osječko-baranjska                                         | Šljivoševci, Brezovica, Marijanci, Črnkovci |
| Ž4050      | 2,9          | Osječko-baranjska                                         | Belišće (Ulica kralja Tomislava), Valpovo (Ulica Josipa Jurja Strossmayera, Ulica Antuna Branka Šimića) |
| Ž4051      | 4,7          | Osječko-baranjska                                         | Valpovo (Ulica Matije Gupca, Osječka ulica, Ulica bana Josipa Jelačića) |
| Ž4052      | 1            | Osječko-baranjska                                         | Valpovo, Ivanovci, Zelčin, Harkanovci, Koška |
| Ž4053      | 5,3          | Osječko-baranjska                                         | Valpovo, Nard |
| Ž4054      | 3,3          | Osječko-baranjska                                         | Čeminac, Novi Čeminac |
| Ž4055      | 8,2          | Osječko-baranjska                                         | Kozjak, Tikveš |
| Ž4056      | 17,2         | Osječko-baranjska                                         | Lug, Kozjak, Podunavlje, Kopačevo, Bilje |
| Ž4057      | 2,4          | Virovitičko-podravska                                     | Donje Predrijevo, Veliki Rastovac, Staro Petrovo Polje |
| Ž4058      | 24,2         | Osječko-baranjska                                         | Beničanci, Bokšić Lug, Bokšić, Beljevina, Feričanci |
| Ž4059      | 6,7          | Osječko-baranjska                                         | Bocanjevci, Gorica Valpovačka, Valpovo (Ulica Ljudevita Gaja i Vladimira Nazora) |
| Ž4060      | 6,7          | Osječko-baranjska                                         | Ladimirevci, Bizovac |
| Ž4061      | 7,4          | Osječko-baranjska                                         | Ladimirevci, Satnica, Petrijevci |
| Ž4062      | 3,5          | Virovitičko-podravska                                     | Čačinci, Bukvik |
| Ž4063      | 6            | Virovitičko-podravska                                     | Čačinci, Zdenci |
| Ž4064      | 7,4          | Osječko-baranjska Virovitičko-podravska                   | Zdenci, Zokov Gaj |
| Ž4065      | 5,8          | Osječko-baranjska Virovitičko-podravska                   | Zdenci, Bankovci, Feričanci |
| Ž4066      | 6,1          | Osječko-baranjska                                         | Bokšić, Šaptinovci, Klokočevci |
| Ž4067      | 10           | Osječko-baranjska                                         | Bizovac, Novaki Bizovački, Brođanci, Čepinski Martinci |
| Ž4068      | 21,3         | Osječko-baranjska                                         | Josipovac, Višnjevac, Retfala, Osijek (Ulica Josipa Jurja Strossmayera, Antuna Kanižlića, Ivana Gundulića, Vukovarska cesta)                                                                                |
| Ž4069      | 12,6         | Virovitičko-podravska                                     | Čačinci, Vojlovica, Humljani, Pušina, Slatinski Drenovac |
| Ž4070      | 3,5          | Virovitičko-podravska                                     | Orahovica, Donja Pištana |
| Ž4072      | 2,3          | Virovitičko-podravska                                     | Orahovica, Dolci |
| Ž4073      | 3,5          | Osječko-baranjska                                         | Beljevina, Đurđenovac |
| Ž4074      | 4,6          | Osječko-baranjska                                         | Šaptinovci, Sušine, Đurđenovac |
| Ž4075      | 9,3          | Osječko-baranjska                                         | Vučjak Feričanački, Đurđenovac, Pribiševci, Velimirovac |
| Ž4076      | 3,1          | Osječko-baranjska                                         | Našičko Novo Selo, Ličko Novo Selo, Gabrilovac, Đurđenovac (zaselak Drum) |
| Ž4077      | 5,1          | Osječko-baranjska                                         | Ličko Novo Selo, Brezik Našički, Našice |
| Ž4078      | 6,1          | Osječko-baranjska                                         | Klokočevci, Lila, Ribnjak, Lađanska, Jelisavac |
| Ž4079      | 3,9          | Osječko-baranjska                                         | Koška, Ledenik |
| Ž4080      | 10,4         | Osječko-baranjska                                         | Koška, Lug Sobotički, Budimci |
| Ž4081      | 1,5          | Osječko-baranjska                                         | Habjanovci, Brođanci |
| Ž4082      | 3,1          | Osječko-baranjska                                         | Tvrđavica, Osijek (četvrt Lijeva obala) |
| Ž4083      | 1,7          | Osječko-baranjska                                         | Podravlje, Osijek |
| Ž4084      | 3,3          | Osječko-baranjska                                         | Osijek (Cvjetno naselje, Ulica Svetog Leopolda Bogdana Mandića) |
| Ž4085      | 12,5         | Osječko-baranjska                                         | Čepin, Livana |
| Ž4086      | 4,5          | Osječko-baranjska                                         | Osijek (Vinkovačka ulica), Brijest |
| Ž4087      | 3            | Osječko-baranjska                                         | Osijek (Most dr. Franje Tuđmana, dio ulice kneza Trpimira) |
| Ž4088      | 1,9          | Osječko-baranjska                                         | Osijek (bezimena ulica, koja povezuje državnu cestu D2 i županijsku cestu Ž4068/Vukovarsku ulicu) |
| Ž4089      | 8,5          | Osječko-baranjska                                         | Čepin, Ivanovac |
| Ž4090      | 0,8          | Osječko-baranjska                                         | Osijek (Cvjetno naselje), Briješće |
| Ž4091      | 6,8          | Osječko-baranjska                                         | Osijek (Ulica kralja Petra Svačića), Tenja |
| Ž4092      | 0,8          | Osječko-baranjska                                         | Aljmaš |
| Ž4093      | 13,1         | Osječko-baranjska                                         | Dalj, Aljmaš, Erdut, Novi Erdut (zaselak Erduta) |
| Ž4094      | 2,6          | Požeško-slavonska                                         | Marino Selo, Antunovac |
| Ž4095      | 2,6          | Požeško-slavonska                                         | Brezine, Kukunjevac |
| Ž4096      | 2,5          | Požeško-slavonska Sisačko-moslavačka                      | Poljana, Janja Lipa |
| Ž4097      | 6,2          | Požeško-slavonska                                         | Donja Obrijež, Veliki Banovac, Gornja Obrijež |
| Ž4098      | 0,6          | Požeško-slavonska                                         | Pakrac, Prekopakra |
| Ž4099      | 5,9          | Požeško-slavonska                                         | Pakrac, Šeovica |
| Ž4100      | 45           | Brodsko-posavska Požeško-slavonska                        | Kamenski Vučjak, Poljanska, Doljanci, Biškupci, Krivaj, Bankovci, Marindvor, Novi Štitnjak, Požega, Gradski Vrhovci, Crkveni Vrhovci, Srednji Lipovac, Donji Lipovac, Nova Kapela                           |
| Ž4101      | 22,1         | Požeško-slavonska                                         | Biškupci, Draga, Potočani, Radovanci, Velika, Češljakovci, Golo Brdo, Kaptol, Novi Bešinci, Vetovo, Kutjevo                                                                                                 |
| Ž4102      | 3,8          | Požeško-slavonska                                         | Velika, (vrh Nevoljaš nadmorske visine 739 m) |
| Ž4103      | 1            | Osječko-baranjska                                         | Marjančaci |
| Ž4104      | 3,7          | Osječko-baranjska                                         | Seona, Martin |
| Ž4105      | 30,1         | Osječko-baranjska                                         | Podgorač, Bijela Loza, Budimci, Poganovci, Čokadinci, Čepinski Martinci, Čepin |
| Ž4106      | 15           | Osječko-baranjska                                         | Krndija, Punitovci, Josipovac Punitovački, Tomašanci |
| Ž4107      | 9,4          | Osječko-baranjska                                         | Punitovci, Jurjevac Punitovački, Beketinci |
| Ž4108      | 5            | Osječko-baranjska                                         | Jurjevac Punitovački, Široko Polje |
| Ž4109      | 12,7         | Osječko-baranjska                                         | Vladislavci, Hrastin, Paulin Dvor, Ernestinovo |
| Ž4110      | 1,8          | Osječko-baranjska                                         | Vladislavci, Dopsin |
| Ž4111      | 15,1         | Vukovarsko-srijemska                                      | Pačetin, Bobota, Vera |
| Ž4112      | 3,5          | Požeško-slavonska                                         | Jagma, Subocka |
| Ž4113      | 10,2         | Požeško-slavonska                                         | Pasikovci, Sloboština, Milivojevci, Lučinci, Oljasi, Toranj, Krivaj |
| Ž4114      | 1,7          | Požeško-slavonska                                         | Trenkovo, Trnovac |
| Ž4115      | 8,9          | Požeško-slavonska                                         | Kaptol, Alilovci, Alaginci, Požega |
| Ž4116      | 14,5         | Požeško-slavonska                                         | Vetovo, Jakšić, Kuzmica |
| Ž4117      | 4,6          | Požeško-slavonska                                         | Kutjevo, Bektež |
| Ž4118      | 14,9         | Osječko-baranjska                                         | Kućanci Đakovački, Drenje, Mandićevac, Borovik |
| Ž4119      | 2,5          | Osječko-baranjska                                         | Mandićevac, Slatinik Drenjski |
| Ž4120      | 8,4          | Osječko-baranjska                                         | Vuka, Lipovac Hrastinski, Koritna |
| Ž4121      | 11,1         | Osječko-baranjska Vukovarsko-srijemska                    | Laslovo, Palača, Korođ, Tordinci |
| Ž4122      | 3,5          | Osječko-baranjska Vukovarsko-srijemska                    | Korođ, Silaš |
| Ž4123      | 1,1          | Požeško-slavonska                                         | Golobrdci, Mihaljevci |
| Ž4124      | 4,9          | Požeško-slavonska                                         | Nova Ljeskovica, Jurkovac, Čaglin |
| Ž4125      | 2,3          | Vukovarsko-srijemska                                      | Lipovača, Vukovar (Borovo Naselje) |
| Ž4126      | 5,8          | Brodsko-posavska                                          | Podvrško, Opatovac, Baćin Dol |
| Ž4127      | 0,7          | Požeško-slavonska                                         | Grabarje |
| Ž4128      | 8,8          | Osječko-baranjska                                         | Josipovac Punitovački, Gorjani, Satnica Đakovačka |
| Ž4129      | 12,3         | Osječko-baranjska                                         | Satnica Đakovačka, Gašinci, Kondrić |
| Ž4130      | 24,6         | Osječko-baranjska                                         | Kuševac, Viškovci, Forkuševci, Semeljci, Koritna, Šodolovci, Petrova Slatina, Ernestinovo |
| Ž4131      | 2,6          | Osječko-baranjska                                         | Forkuševci, Vučevci |
| Ž4132      | 5,6          | Osječko-baranjska                                         | Semeljci, Kešinci, Mrzović |
| Ž4133      | 7,4          | Osječko-baranjska Vukovarsko-srijemska                    | Kešinci, Vrbica, Stari Mikanovci |
| Ž4134      | 9,1          | Vukovarsko-srijemska                                      | Gaboš, Ostrovo, Nuštar |
| Ž4135      | 3,3          | Vukovarsko-srijemska                                      | Tordinci, Ostrovo |
| Ž4136      | 6,5          | Vukovarsko-srijemska                                      | Nuštar, Cerić, Vinkovci (Mala Bosna) |
| Ž4137      | 13,4         | Vukovarsko-srijemska                                      | Nuštar, Marinci, Bogdanovci, Vukovar |
| Ž4138      | 2,8          | Vukovarsko-srijemska                                      | Vukovar (Priljevo, Lužac, Jankovac, Erovac) |
| Ž4139      | 7,9          | Brodsko-posavska                                          | Šagovina Cernička, Giletinci, Cernik |
| Ž4140      | 7,8          | Brodsko-posavska                                          | (Psunj), Šumetlica, Cernik |
| Ž4141      | 6,3          | Brodsko-posavska                                          | Cernik, Nova Gradiška |
| Ž4142      | 0,5          | Brodsko-posavska                                          | Rešetari |
| Ž4143      | 5,2          | Brodsko-posavska                                          | Drežnik, Gunjavci, Adžamovci |
| Ž4144      | 2,2          | Osječko-baranjska                                         | Levanjska Varoš, Breznica Đakovačka |
| Ž4145      | 2            | Osječko-baranjska                                         | Đakovo (Ulica Ante Starčevića, Ulica Andrije Hebranga) |
| Ž4146      | 3,8          | Osječko-baranjska                                         | Đakovo (Ulica Nikole Tesle, Ulica Vladimira Nazora, Ulica Frana Krste Frankopana) |
| Ž4147      | 3,3          | Osječko-baranjska                                         | Đakovo (Ulica Franje Račkog, Ulica Stjepana Radića, Ulica bana Josipa Jelačića) |
| Ž4148      | 27,6         | Osječko-baranjska Vukovarsko-srijemska                    | Vrbica, Mrzović, Markušica, Antin, Mlaka Antinska, Tordinci |
| Ž4149      | 4,6          | Vukovarsko-srijemska                                      | Jarmina, Karadžićevo |
| Ž4150      | 12,3         | Vukovarsko-srijemska                                      | Vukovar, Petrovci, Stari Jankovci |
| Ž4151      | 1,5          | Vukovarsko-srijemska                                      | Vukovar (Vučedol) |
| Ž4152      | 2,9          | Vukovarsko-srijemska                                      | Grabovo (Vukovar), (Ovčara) |
| Ž4153      | 4,6          | Brodsko-posavska                                          | Okučani, Vrbovljani |
| Ž4154      | 2            | Brodsko-posavska                                          | Ratkovac, Smrtić, Gornji Bogićevci |
| Ž4155      | 5,7          | Brodsko-posavska                                          | Donji Bogićevci, Dragalić, Medari |
| Ž4156      | 16,5         | Brodsko-posavska                                          | Nova Gradiška, Prvča, Visoka Greda, Savski Bok, Mačkovac |
| Ž4157      | 13,8         | Brodsko-posavska                                          | Nova Gradiška, Ljupina, Sičice, Vrbje, Bodovaljci |
| Ž4158      | 38,8         | Brodsko-posavska                                          | Okučani, Kosovac, Gornji Bogićevci, Smrtić, Trnava, Medari, Mašić, Kovačevac, Nova Gradiška, Rešetari, Adžamovci, Zapolje, Godinjak, Staro Petrovo Selo, Vrbova, Bili Brig, Nova Kapela, Batrina            |
| Ž4159      | 2,3          | Brodsko-posavska                                          | Zapolje, Brđani |
| Ž4160      | 3,1          | Brodsko-posavska                                          | Tisovac, Godinjak |
| Ž4162      | 14,8         | Brodsko-posavska Požeško-slavonska                        | Bilice, Ravan, Brčino, Brodski Zdenci, Gornji Slatinik |
| Ž4163      | 13,5         | Brodsko-posavska Osječko-baranjska                        | Kondrić, Trnava, Lapovci, Novo Topolje, Staro Topolje |
| Ž4164      | 5,3          | Osječko-baranjska                                         | Svetoblažje, Dragotin |
| Ž4165      | 5,1          | Osječko-baranjska                                         | Novi Perkovci, Piškorevci |
| Ž4166      | 13,4         | Vukovarsko-srijemska                                      | Vođinci, Retkovci, Andrijaševci |
| Ž4167      | 18,8         | Vukovarsko-srijemska                                      | Ivankovo, Retkovci, Prkovci, Šiškovci, Cerna |
| Ž4168      | 3,5          | Osječko-baranjska                                         | Našice (Ulica kralja Tomislava, Trg dr. Franje Tuđmana, Ulica Hrvatskog sokola, Ulica braće Radića, Radnička ulica)                                                                                         |
| Ž4169      | 2,2          | Vukovarsko-srijemska                                      | Vinkovci (Lapovačka ulica, Ulica kneza Mislava, Ulica Andrije Hebranga, Kolodvorska ulica) |
| Ž4170      | 30,4         | Vukovarsko-srijemska                                      | Vinkovci, Lenije (dio Vinkovaca), Rokovci, Andrijaševci, Cerna, Gradište, Županja |
| Ž4171      | 0,6          | Vukovarsko-srijemska                                      | Vinkovci (Ulica Hrvoja Vukčić Hrvatinića) |
| Ž4172      | 15,9         | Vukovarsko-srijemska                                      | Mirkovci, Privlaka, Otok |
| Ž4173      | 14,9         | Vukovarsko-srijemska                                      | Sotin, Tovarnik |
| Ž4174      | 6,7          | Vukovarsko-srijemska                                      | Lovas, Opatovac |
| Ž4175      | 2,4          | Brodsko-posavska                                          | Čovac, Vrbovljani |
| Ž4176      | 5,4          | Brodsko-posavska                                          | Gređani, Vrbovljani |
| Ž4177      | 2,6          | Brodsko-posavska                                          | Dragalić, Poljane |
| Ž4178      | 18,9         | Brodsko-posavska                                          | Zapolje, Bodovaljci, Orubica, Davor |
| Ž4179      | 2,8          | Brodsko-posavska                                          | Zapolje, Laze |
| Ž4180      | 12,5         | Brodsko-posavska                                          | Staro Petrovo Selo, Davor |
| Ž4181      | 4,4          | Brodsko-posavska                                          | Štivica, Komarnica |
| Ž4182      | 4,6          | Brodsko-posavska                                          | Nova Kapela, Siče |
| Ž4183      | 3,5          | Brodsko-posavska                                          | Nova Kapela, Magić Mala |
| Ž4184      | 2,7          | Brodsko-posavska                                          | Batrina, Seoce |
| Ž4185      | 13,8         | Brodsko-posavska Požeško-slavonska                        | Bilice, Zagrađe, Bučje, Brodski Drenovac, Dragovci |
| Ž4186      | 5,2          | Brodsko-posavska                                          | Lovčić, Brodski Stupnik |
| Ž4187      | 7,7          | Brodsko-posavska                                          | Crni Potok, Korduševci, Šušnjevci, Trnjani |
| Ž4188      | 10,4         | Brodsko-posavska                                          | Klokočevik, Trnjani, Zadubravlje, Trnjanski Kuti |
| Ž4189      | 2,1          | Osječko-baranjska                                         | Lapovci |
| Ž4190      | 2,7          | Brodsko-posavska                                          | Stari Perkovci, Čajkovci |
| Ž4192      | 4,6          | Vukovarsko-srijemska                                      | Rokovci (Bosutska ulica) |
| Ž4193      | 5,8          | Vukovarsko-srijemska                                      | Privlaka (Čolićeva ulica) |
| Ž4194      | 5,5          | Vukovarsko-srijemska                                      | Novi Jankovci (Vidorska i Kolodvorska ulica) |
| Ž4195      | 1,7          | Vukovarsko-srijemska                                      | Svinjarevci (Ulica bana Josipa Jelačića i Nova ulica) |
| Ž4196      | 14,6         | Vukovarsko-srijemska                                      | Berak, Čakovci, Tompojevci, Mikluševci |
| Ž4197      | 5,6          | Vukovarsko-srijemska                                      | Čakovci, Bokšić, Banovci |
| Ž4198      | 14,2         | Vukovarsko-srijemska                                      | Lovas, Bapska, Šarengrad |
| Ž4199      | 4,6          | Vukovarsko-srijemska                                      | Ilok (cesta do graničnog prijelaza Principovac - Sot) |
| Ž4200      | 3            | Vukovarsko-srijemska                                      | Ilok (Ulica dr. Franje Tuđmana, Koševi, Ulica Stjepana Radića, Ulica Julija Benešića, Ulica Ivana Gorana Kovačića)                                                                                          |
| Ž4201      | 6,5          | Brodsko-posavska                                          | Sičice, Dolina |
| Ž4202      | 55,1         | Brodsko-posavska Osječko-baranjska Vukovarsko-srijemska   | Sibinj, Bartolovci, Gromačnik, Brodski Varoš, Slavonski Brod, Podvinje, Bukovlje, Vranovci, Trnjani, Selna, Garčin, Sapci, Staro Topolje, Donji Andrijevci, Čajkovci, Vrpolje, Strizivojna, Stari Mikanovci |
| Ž4203      | 3,9          | Brodsko-posavska                                          | Lužani, Živike, Pričac |
| Ž4204      | 8,8          | Brodsko-posavska                                          | Oriovac, Slavonski Kobaš |
| Ž4205      | 33,9         | Brodsko-posavska                                          | Brodski Stupnik, Stupnički Kuti, Bebrina, Banovci, Šumeće, Zbjeg, Slavonski Brod |
| Ž4206      | 0,9          | Brodsko-posavska                                          | Slobodnica |
| Ž4208      | 3            | Brodsko-posavska                                          | Slavonski Brod (Zagrebačka ulica) |
| Ž4210      | 37,6         | Brodsko-posavska                                          | Slavonski Brod, Gornja Vrba, Ruščica, Trnjanski Kuti, Poljanci, Oprisavci, Svilaj, Prnjavor, Novi Grad, Jaruge                                                                                              |
| Ž4211      | 1,2          | Brodsko-posavska                                          | Slavonski Brod (Ulica Nikole Zrinskog) |
| Ž4212      | 10,2         | Brodsko-posavska                                          | Slavonski Brod, Klis (dio Slavonskog Broda), Donja Vrba, Zadubravlje |
| Ž4213      | 1,4          | Brodsko-posavska                                          | Slavonski Brod, Bukovlje |
| Ž4214      | 1,9          | Brodsko-posavska                                          | Slavonski Brod (Ulica Petra Krešimira IV, Ulica Josipa Jurja Strossmayera) |
| Ž4215      | 11,8         | Brodsko-posavska                                          | Ruščica, Gornja Bebrina, Klakar, Donja Bebrina |
| Ž4216      | 5,5          | Brodsko-posavska                                          | Garčin, Bicko Selo, Oprisavci |
| Ž4217      | 9            | Brodsko-posavska                                          | Staro Topolje, Sredanci, Svilaj |
| Ž4218      | 38,5         | Brodsko-posavska Vukovarsko-srijemska                     | Donji Andrijevci, Divoševci, Velika Kopanica, Beravci, Gundinci, Babina Greda, Štitar, Županja |
| Ž4219      | 3,4          | Brodsko-posavska                                          | Divoševci, Kupina, Prnjavor |
| Ž4220      | 5,3          | Brodsko-posavska                                          | Gundinci, Sikirevci |
| Ž4221      | 15,1         | Vukovarsko-srijemska                                      | Cerna, Babina Greda |
| Ž4222      | 2,1          | Vukovarsko-srijemska                                      | Gradište (Ulica braće Radića, Ulica dr. Marka Kadića) |
| Ž4223      | 15,2         | Vukovarsko-srijemska                                      | Otok, Bošnjaci |
| Ž4224      | 12,1         | Vukovarsko-srijemska                                      | Otok, Komletinci, Nijemci |
| Ž4225      | 2,8          | Vukovarsko-srijemska                                      | Nijemci, Donje Novo Selo |
| Ž4226      | 3,1          | Brodsko-posavska                                          | Gornji Varoš, Uskoci, Stara Gradiška |
| Ž4227      | 2,7          | Brodsko-posavska                                          | Stara Gradiška, Donji Varoš |
| Ž4228      | 3,5          | Brodsko-posavska                                          | Kaniža |
| Ž4229      | 1,7          | Vukovarsko-srijemska                                      | Bošnjaci (Ulica Vladimira Nazora, Ulica Majke Terezije) |
| Ž4230      | 25,9         | Vukovarsko-srijemska                                      | Vrbanja, Soljani, Strošinci |
| Ž4231      | 18,9         | Vukovarsko-srijemska                                      | Gunja (zaselak Velebit), Đurići, Račinovci |
| Ž4232      | 2,3          | Vukovarsko-srijemska                                      | Posavski Podgajci, Rajevo Selo |
| Ž4233      | 10,5         | Vukovarsko-srijemska                                      | Tovarnik, Nijemci |
| Ž4234      | 22,9         | Vukovarsko-srijemska                                      | Lipovac, Strošinci |
| Ž4235      | 1,1          | Brodsko-posavska                                          | Slavonski Brod (Marinci, Kolonija) |
| Ž4236      | 15           | Požeško-slavonska                                         | Dobrovac, Kukunjevac, Gaj, Poljana |
| Ž4237      | 4,2          | Osječko-baranjska                                         | Koška, Ordanja, Andrijevac |
| Ž4238      | 3,3          | Osječko-baranjska                                         | Gorjani, Tomašanci |
| Ž4239      | 4,4          | Osječko-baranjska                                         | Tomašanci, Ivanovci Đakovački, Kuševac |
| Ž4240      | 1,3          | Brodsko-posavska                                          | Nova Gradiška (Naselje Urlje, Ulica Alojzija Stepinaca) |
| Ž4241      | 1            | Brodsko-posavska                                          | Okučani (Ulica 121. brigade HV, Ulica fra Luke Ibrišimovića) |
| Ž4242      | 20           | Bjelovarsko-bilogorska Virovitičko-podravska              | Mali Grđevac, Topolovica, Velika Peratovica, Špišić Bukovica |
| Ž4243      | 2,9          | Požeško-slavonska                                         | Požega (dio Osječke ulice, Ulica Franje Cirakija, Njemačka ulica, Arslanovci, Dubrovačka ulica), Vidovci |
| Ž4244      | 15,6         | Brodsko-posavska                                          | Lužani, Malino, Kujnik, Oriovac, Radovanje, Brodski Stupnik, Stari Slatinik, Gornji Andrijevci |
| Ž4247      | 1,6          | Osječko-baranjska                                         | Čepin (bezimena cesta, koja povezuje županijsku cestu Ž4085 s državnom cestom D2) |
| Ž4249      | 3            | Virovitičko-podravska                                     | Virovitica (Ulica Matije Gupca) |
| Ž4251      | 3,3          | Virovitičko-podravska                                     | Virovitica (Ulica Ljudevita Gaja, Ulica Zbora Narodne Garde), Milanovac |
| Ž4253      | 43,8         | Požeško-slavonska Virovitičko-podravska                   | Ćeralije, Rijenci, Slatinski Drenovac, Velika, Trenkovo, Novi Mihaljevci, Mihaljevci, Požega |
| Ž4257      | 16,8         | Osječko-baranjska                                         | Švajcarnica, Darda, Mece, Bilje, Osijek (Biljska ulica) |
| Ž4259      | 3,7          | Osječko-baranjska                                         | Zmajevac (Ulica Peteffi Šandora) |
| Ž4290      | 6,8          | Vukovarsko-srijemska                                      | Vinkovci (Ulica Alojzija Stepinca, Vinkovačko Novo Selo, Ulica Andrije Kačića Miošića, Vrtno naselje, Duga ulica, Ulica bana Jelačića, Vukovarska ulica, Prišinci)                                          |
| Ž4291      | 1,7          | Osječko-baranjska                                         | Čepin (povezuje izlaz 4 u autocesti A5 sa županijskom cestom Ž4106) |
| Ž4296      | 8,5          | Virovitičko-podravska                                     | Donji Meljani, Sladojevci, Slatina, Kozice |
| Ž4297      | 1,6          | Osječko-baranjska                                         | Našice, Markovac Našički, Našice |
| Ž4299      | 24,4         | Vukovarsko-srijemska                                      | Vrbanja, Drenovci, Gunja |

## 5001-5218
Ovi su brojevi županijskih cesta za zapadnu Hrvatsku (Istarsku, Primorsko-goransku i Ličko-senjsku županiju). Dijelovi nekih cesta nalaze se i u Karlovačkoj te Zadarskoj županiji.
| Broj ceste | Duljina (km) | Županije                                    | Naselja |
| ---------- | ------------ | ------------------------------------------- | --- |
| Ž5001      | 1,3          | Istarska                                    | Valica, Kanegra |
| Ž5006      | 1,4          | Istarska                                    | Križine, Babići |
| Ž5007      | 38,9         | Istarska                                    | Buje, Marušići, Šterna, Sveta Lucija, Oprtalj, Livade, Motovun, Karojba, Škropeti, Trviž, Brajkovići                                                                                         |
| Ž5008      | 11,8         | Istarska                                    | Buje, Triban, Grožnjan |
| Ž5009      | 8            | Istarska                                    | Martinčići, Šterna |
| Ž5010      | 0,5          | Istarska                                    | Gradinje (Istarske toplice) |
| Ž5011      | 22,7         | Istarska                                    | Vodice, Dane, Brest, Počekaji, Krbavčići, Sveti Martin, Buzet |
| Ž5012      | 32,6         | Istarska Primorsko-goranska                 | Jelovice, Vodice, Male Mune, Žejane, Zvoneća, Zaluki, Permani |
| Ž5013      | 21,8         | Istarska                                    | Buzet, Juričići, Marinci, Prodani, Krušvari, Oslići, Draguć, Cerovlje |
| Ž5014      | 21,1         | Istarska                                    | Trstenik, Rašpor, Račja Vas, Lanišće, Semić, Lupoglav |
| Ž5015      | 2,1          | Primorsko-goranska                          | Veli Brgud, Brešca |
| Ž5016      | 7,4          | Primorsko-goranska                          | Permani, Ružići, Breza, Klana |
| Ž5017      | 25,4         | Primorsko-goranska                          | Rupa, Lipa, Škalnica, Saršoni, Rijeka (Podbreg, Grohovo, Pašac, Orehovica) |
| Ž5019      | 2,5          | Primorsko-goranska                          | Jušići, Kastav |
| Ž5020      | 1,9          | Primorsko-goranska                          | Kastav (Jelušići, Brnčići) |
| Ž5021      | 4,6          | Primorsko-goranska                          | Kastav, Viškovo |
| Ž5022      | 2            | Primorsko-goranska                          | Klana |
| Ž5023      | 3,3          | Primorsko-goranska                          | Studena, (odlagalište otpada Marišćina) |
| Ž5024      | 6,8          | Primorsko-goranska                          | Rijeka (Gornja Drenova, Drenova, Brašćine-Pulac, Kozala, Belveder, Laginjina) |
| Ž5025      | 11,3         | Primorsko-goranska                          | Marčelji, Sroki, Viškovo, Marinići, Rijeka (Pehlin, Podmurvice, Banderovo, Potok, Brajda-Dolac, Školjić-Stari grad, Centar-Sušak)                                                            |
| Ž5026      | 3,5          | Primorsko-goranska                          | Jelenje, Lukeži, Lopača |
| Ž5027      | 2,3          | Primorsko-goranska                          | Dražice, Podkilavac |
| Ž5028      | 2,5          | Primorsko-goranska                          | Zastenice, Soboli |
| Ž5030      | 8,7          | Primorsko-goranska                          | zaselak Platak (dio Sobola) |
| Ž5031      | 13,5         | Primorsko-goranska                          | Čabar, Gornji Žagari, Donji Žagari, Mandli, Plešce, Podstene, Zamost, Hrvatsko |
| Ž5032      | 15,1         | Primorsko-goranska                          | Crni Lug, Vela Voda, Zelin Crnoluški, Zelin Mrzlovodički, Mrzla Vodica, zaselak Gornje Jelenje (dio Škrljeva)                                                                                |
| Ž5033      | 26,9         | Primorsko-goranska                          | Hrvatsko, Turke, Sedalce, Gašparci, Kočičin, Kuželj, Grbajel, Guče Selo, Gusti Laz, Zapolje Brodsko, Brod na Kupi, Zamost Brodski, Golik, Belo, Čedanj, Zahrt, Čučak, Lokvica, Brod Moravice |
| Ž5034      | 21,2         | Primorsko-goranska                          | Kupjak, Leskova Draga, Šije, Ravna Gora, Stara Sušica, Jablan, Vrbovsko |
| Ž5036      | 2,5          | Primorsko-goranska                          | Moravice, Vučinići |
| Ž5037      | 3,1          | Istarska                                    | zaselak Lanterna, Vabriga, Frata |
| Ž5039      | 3,2          | Istarska                                    | zaselak Ulika, Črvar |
| Ž5040      | 9,4          | Istarska                                    | Tar, Rojci, Brnobići, Labinci, Bokići, Višnjan |
| Ž5041      | 13,1         | Istarska                                    | Kukci, Stranići kod Nove Vasi, Rošini, Gedići, Dvori, Labinci, Brnobići, Kaštelir, Krančići, Vrh Lašići, Danci, Vižinada                                                                     |
| Ž5042      | 19,1         | Istarska                                    | Poreč, Kukci, Nova Vas, Brčići, Farini, Višnjan, Benčani, Butori, Barići, Vranići kod Višnjana, Karojba                                                                                      |
| Ž5043      | 2,1          | Istarska                                    | zaselci Pilati i Lakošeljci, Novaki Motovunski |
| Ž5046      | 19,9         | Istarska                                    | Pazin, Novaki Pazinski, Cerovlje, Paz, Boljun |
| Ž5047      | 21,6         | Istarska Primorsko-goranska                 | Vela Učka, Veprinac, Bregi, Mihotići, Matulji, Kastav |
| Ž5048      | 8,2          | Primorsko-goranska                          | Veprinac, Poljane, Ičići |
| Ž5049      | 2,3          | Primorsko-goranska                          | Dobreć, Oprič, Lovran |
| Ž5050      | 4,3          | Primorsko-goranska                          | Liganj, Lovran |
| Ž5051      | 7,5          | Primorsko-goranska                          | Opatija (Ulica maršala Tita, Ulica Rikarda Katalinića Jeretova, Volosko, Ulica Ivana Matetića Ronjgova), Rijeka (Opatijska ulica)                                                            |
| Ž5052      | 1,2          | Primorsko-goranska                          | Rukavac, Mihotići |
| Ž5053      | 2,8          | Primorsko-goranska                          | Mihotići, Pobri, Opatija |
| Ž5054      | 4            | Primorsko-goranska                          | Rijeka (Orehovica, Gornja Vežica, Podvežica, Pećine) |
| Ž5055      | 15,2         | Primorsko-goranska                          | Viškovo, Mladenići, Saršoni, Trnovica, Milaši, Lubarska, Ratulje, Jelenje, Dražice, Podčudnič, Podrvanj, Čavle                                                                               |
| Ž5056      | 2,1          | Primorsko-goranska                          | Grobnik, Podrvanj |
| Ž5057      | 1,9          | Primorsko-goranska                          | Rijeka (Ulica Tome Strižića, Kumičićeva, Krimeja, dio ulice Janka Polića Kamova) |
| Ž5058      | 2,7          | Primorsko-goranska                          | Rijeka (Ulica Slavka Krautzeka, Trsat, Šetalište Joakima Rakovca, Mihanovićeva ulica) |
| Ž5059      | 5,8          | Primorsko-goranska                          | Bakar-dio, Škrljevo, Krasica, Praputnjak |
| Ž5060      | 7,3          | Primorsko-goranska                          | Bakar, Hreljin (zaselak Meja) |
| Ž5062      | 45,1         | Primorsko-goranska                          | Fužine, bivše naselje Banovina, Lič, zaselak Lukovo, Bribir, Selce |
| Ž5063      | 3            | Primorsko-goranska                          | Hreljin, zaselak Melnice |
| Ž5064      | 23,4         | Primorsko-goranska                          | Križišće, Veli Dol, Drivenik, Grižane-Belgrad, Bribir, Novi Vinodolski |
| Ž5065      | 1,8          | Primorsko-goranska                          | Kraljevica (Ulica palih boraca, Ulica Josipa Jurja Strossmayera) |
| Ž5066      | 1,4          | Primorsko-goranska                          | Kraljevica (ulica te primorski zaselak Oštro) |
| Ž5067      | 4,8          | Primorsko-goranska                          | Homer, Lokve |
| Ž5068      | 26,3         | Primorsko-goranska                          | Hreljin (zaselci Melnice i Plase), Zlobin, Benkovac Fužinski, Fužine, Vrata, Belo Selo, Slavica                                                                                              |
| Ž5069      | 10,8         | Primorsko-goranska                          | Ravna Gora, Stari Laz, Mrkopalj |
| Ž5070      | 8            | Istarska                                    | Buje (zaselak Grando), Brtonigla, Bužinija |
| Ž5071      | 1,4          | Istarska                                    | Vrsar te zaselak Broštolade |
| Ž5072      | 5,8          | Istarska                                    | Žbandaj, Radmani, Šušnjići, Sveti Lovreč |
| Ž5074      | 12,4         | Istarska                                    | Sveti Lovreč, Perini, Vošteni, Zgrabljići, Kringa |
| Ž5075      | 12,1         | Istarska                                    | Tinjan, Sveti Petar u Šumi, Pamići, Križanci, Žminj |
| Ž5076      | 11           | Istarska                                    | Sveti Petar u Šumi, Krajcar Breg, Prkačini, Pifari, Kanfanar |
| Ž5077      | 23,5         | Istarska                                    | Okreti, Kanfanar, Debeljuhi, Kresini, Žminj, Zeci, Cere, Rojnići, Rajki, Petehi, Melnica, Barban                                                                                             |
| Ž5078      | 1,2          | Istarska                                    | Lindar |
| Ž5079      | 16,1         | Istarska                                    | Žminj, Laginji, Milotski Breg, Jakačići, Kukurini, Pićan (zaselak Hajnožići) |
| Ž5081      | 25,7         | Istarska                                    | Kršan, Boljevići, Nedešćina, Vrećari, Vinež, Labin, Presika, Crni, Drenje, Ravni |
| Ž5082      | 2,4          | Primorsko-goranska                          | Mošćenička Draga, Mošćenice |
| Ž5083      | 1,4          | Primorsko-goranska                          | Omišalj (Brgućena ulica) |
| Ž5084      | 2,4          | Primorsko-goranska                          | Njivice (Ulica Kralja Tomislava) |
| Ž5086      | 6,1          | Primorsko-goranska                          | Sveti Vid-Miholjice, Radići, Malinska, Bogovići, Milčetići, Zidarići, Vantačići, Porat |
| Ž5087      | 14,5         | Primorsko-goranska                          | Sveti Vid-Miholjice, Maršići, Gabonjin, Kras, Dobrinj, Sveti Vid Dobrinjski, Žestilac, Polje, Šilo                                                                                           |
| Ž5088      | 3            | Primorsko-goranska                          | Jadranovo (Ulica Nikole Tesle, Ulica Vladimira Nazora, Ulica Grbčića Branimira-Ice) |
| Ž5089      | 7,3          | Primorsko-goranska                          | Tribalj, Crikvenica |
| Ž5090      | 1,7          | Primorsko-goranska                          | Dramalj te zaselak Manestri |
| Ž5091      | 3            | Primorsko-goranska                          | Crikvenica (Ulica Kralja Tomislava, Zidarska ulica) |
| Ž5092      | 1,8          | Primorsko-goranska                          | Selce (Knežina ulica, Ulica Emila Antića, Ulica Slavka Jeličića) |
| Ž5093      | 1            | Primorsko-goranska                          | Ne prolazi ni kroz jedno naselje, povezuje županijske ceste Ž5062 i Ž5094 |
| Ž5094      | 41,3         | Karlovačka Primorsko-goranska               | Jasenak, Breze, Gornji Zagon, Bater, Ledenice, Donji Zagon |
| Ž5095      | 4,4          | Istarska                                    | Rovinj, zaselak Valalta |
| Ž5096      | 15,1         | Istarska                                    | Bale, Kokuletovica, Rovinj |
| Ž5097      | 5            | Istarska                                    | Kanfanar, Marići, Svetvinčenat |
| Ž5098      | 9,4          | Istarska                                    | Krmed, Smoljanci, Svetvinčenat |
| Ž5099      | 5,6          | Istarska                                    | Svetvinčenat, Pusti, Pajkovići, Bokordići, Orihi |
| Ž5100      | 11,9         | Istarska                                    | Petehi, Orihi, Šajini, Glavani, Manjadvorci |
| Ž5101      | 18,1         | Istarska                                    | Barban, Glavani, Divšići, Vodnjan |
| Ž5103      | 17,3         | Istarska                                    | Labin, Kapelica, Salakovci, Polje, Stanišovi, Viškovići, Brovinje, Koromačno |
| Ž5104      | 4,6          | Istarska                                    | Labin, Rabac |
| Ž5105      | 3            | Istarska                                    | Rovinj, zaselak Polari |
| Ž5106      | 4,2          | Primorsko-goranska                          | Krk, zaselak Salatić, Vrh |
| Ž5107      | 8,2          | Primorsko-goranska                          | Kras |
| Ž5108      | 8,2          | Primorsko-goranska                          | Garica, Vrbnik |
| Ž5109      | 2,9          | Primorsko-goranska                          | Klenovica (Vinodolska i Velebitska ulica) |
| Ž5110      | 32,2         | Ličko-senjska Primorsko-goranska            | Klenovica, Drinak, Javorje, Alan, Podbilo, Krivi Put, Prokike |
| Ž5111      | 2,7          | Ličko-senjska                               | Križpolje, Križ Kamenica |
| Ž5112      | 3            | Ličko-senjska                               | Stajnica, Lipice |
| Ž5113      | 26,8         | Karlovačka Ličko-senjska                    | Križpolje, Lipice, Glibodol, Lička Jesenica |
| Ž5114      | 7,8          | Ličko-senjska                               | Brinje, Letinac |
| Ž5115      | 16,2         | Istarska                                    | zaselak Barbariga, Peroj, Fažana |
| Ž5116      | 1,4          | Istarska                                    | Poreč (zaselak Zelena Laguna) |
| Ž5117      | 1,5          | Istarska                                    | Galižana (Fažanska ulica) |
| Ž5118      | 9,9          | Istarska                                    | Pinezići, Marčana, Veliki Vareški |
| Ž5119      | 44,3         | Istarska                                    | Prodol, Krnica, Šegotići, Pavićini, Kavran, zaselak Ušićevi Dvori, Šišan, Ližnjan, Medulin                                                                                                   |
| Ž5120      | 5,1          | Istarska                                    | Valtura, zračna luka Pula |
| Ž5121      | 2,7          | Istarska                                    | Muntić |
| Ž5122      | 2,1          | Istarska                                    | Pavićini, primorski zaselak Duga Uvala |
| Ž5123      | 3,8          | Istarska                                    | Krnica, Rakalj |
| Ž5124      | 1,9          | Primorsko-goranska                          | Cres (zaselak Stara Gavza) |
| Ž5125      | 12,1         | Primorsko-goranska                          | Kornić, Punat, Stara Baška |
| Ž5126      | 94,3         | Ličko-senjska                               | Sveti Juraj, Biljevine, Volarice, Krasno, Velika Plana, Mala Plana, Donje Pazarište, Podastrana, Aleksinica, Vranovine, Klanac, Oteš, Smiljan, Gospić                                        |
| Ž5127      | 4,4          | Ličko-senjska                               | Hrvatsko Polje, Kompolje |
| Ž5128      | 29,2         | Ličko-senjska                               | Dabar, Glavace, Otočac |
| Ž5129      | 3,5          | Ličko-senjska                               | Podum, Škare |
| Ž5130      | 4,8          | Ličko-senjska                               | Doljani, Zalužnica |
| Ž5131      | 3,5          | Primorsko-goranska                          | Krk (Ulica Narodnog Preporoda, Ulica Stjepana Radića) |
| Ž5132      | 2            | Istarska                                    | Pula (južni dio Aleje Prekomorskih Brigada) |
| Ž5133      | 5,5          | Istarska                                    | Pula (put za Medulin) |
| Ž5134      | 6,4          | Istarska                                    | Pula, Šišan |
| Ž5135      | 1,8          | Istarska                                    | Banjole, zaselak Kamik |
| Ž5136      | 5,6          | Istarska                                    | zaselak Kamik, Premantura |
| Ž5137      | 9,4          | Primorsko-goranska                          | Martinšćica, Miholašćica, Stivan |
| Ž5138      | 0,9          | Primorsko-goranska                          | Lopar |
| Ž5139      | 11,1         | Primorsko-goranska                          | Kampor, Palit, Rab, Banjol, Barbat na Rabu |
| Ž5140      | 22,1         | Ličko-senjska                               | Krasno, Gorići, Švica, Otočac |
| Ž5141      | 3,1          | Ličko-senjska                               | Kuterevo |
| Ž5142      | 3,5          | Ličko-senjska                               | Lipovlje |
| Ž5143      | 4,6          | Ličko-senjska                               | Otočac, Prozor |
| Ž5144      | 4,8          | Ličko-senjska                               | Zalužnica (zaselak Podhum), Sinac, Čovići |
| Ž5145      | 1,1          | Ličko-senjska                               | Sinac |
| Ž5146      | 32,5         | Ličko-senjska                               | Krasno (zaselak Devčići), Donji Kosinj, Krš, Studenci |
| Ž5147      | 3,3          | Ličko-senjska                               | Ličko Lešće, (vrelo Gacke) |
| Ž5148      | 3,9          | Ličko-senjska                               | Ramljani |
| Ž5149      | 2,3          | Ličko-senjska                               | Vrhovine, Gornje Vrhovine |
| Ž5151      | 19,1         | Ličko-senjska                               | Lun, Potočnica, Novalja |
| Ž5152      | 6,2          | Ličko-senjska                               | Lipovo Polje |
| Ž5153      | 10,9         | Ličko-senjska                               | Kosinjski Bakovac, Gornji Kosinj |
| Ž5154      | 9,3          | Ličko-senjska                               | Klanac, Kaluđerovac, Perušić |
| Ž5155      | 10,4         | Ličko-senjska                               | Kosa Janjačka, Konjsko Brdo, Perušić |
| Ž5156      | 14,1         | Ličko-senjska                               | Čanak, Kozjan, Bunić |
| Ž5157      | 2,8          | Primorsko-goranska                          | Ćunski, (zračna luka Mali Lošinj) |
| Ž5158      | 0,4          | Primorsko-goranska                          | Mali Lošinj (Ulica Lošinjskih Brodograditelja) |
| Ž5159      | 1,9          | Primorsko-goranska                          | Mali Lošinj, zaselak Čikat |
| Ž5160      | 1,3          | Primorsko-goranska                          | Mali Lošinj, zaselak Sunčana Uvala |
| Ž5162      | 5,4          | Ličko-senjska                               | Smiljan, Novoselo Trnovačko |
| Ž5163      | 7,5          | Ličko-senjska                               | Gospić, Žabica, Lički Novi, Novoselo Trnovačko |
| Ž5164      | 41           | Ličko-senjska                               | Novoselo Bilajsko, Bilaj, Barlete |
| Ž5165      | 27,7         | Ličko-senjska                               | Vrebac, Zavođe, Pavlovac Vrebački, Mogorić, Gornja Ploča |
| Ž5167      | 27,4         | Ličko-senjska                               | Udbina, Visuć, Oraovac, Donji Lapac |
| Ž5168      | 5,2          | Ličko-senjska                               | Gornji Lapac, Boričevac |
| Ž5170      | 5,1          | Ličko-senjska                               | Doljani, Martin Brod |
| Ž5171      | 2,2          | Ličko-senjska                               | Mušaluk, Lički Osik |
| Ž5172      | 2,7          | Istarska                                    | Vozilići, Plomin Luka |
| Ž5173      | 2,3          | Istarska                                    | Crni, Sveta Marina |
| Ž5174      | 1,6          | Istarska                                    | Vrsar (zračna luka Vrsar) |
| Ž5175      | 1,2          | Istarska                                    | Kokuletovica, primorski zaselak Veštar |
| Ž5176      | 1,6          | Istarska                                    | Štinjan |
| Ž5177      | 2,2          | Istarska                                    | Viškovići, primorski zaselak Tunarica |
| Ž5178      | 2,7          | Istarska                                    | Pula (Valdebek), Vinkuran, Pješčana Uvala |
| Ž5179      | 2,7          | Istarska                                    | Medulin, zaselci Pošesi i Kažela |
| Ž5181      | 0,3          | Primorsko-goranska                          | Dobrinj |
| Ž5183      | 4            | Primorsko-goranska                          | Vrbnik, zaselak Kuka |
| Ž5184      | 0,9          | Primorsko-goranska                          | Delnice, Lučice |
| Ž5185      | 6,3          | Primorsko-goranska                          | Mali Lug, Smrekari, Zamost |
| Ž5186      | 5,2          | Istarska                                    | Bale, zaselak Mongrego |
| Ž5187      | 5,3          | Istarska                                    | zaselaci Barbariga, Negrin te Krnjaloža |
| Ž5189      | 2,6          | Primorsko-goranska                          | Kraljevica (dio ulice Uglica, bezimeni put za državnu cestu D102) |
| Ž5191      | 63,8         | Karlovačka Ličko-senjska Primorsko-goranska | Homer, Lokve, Sunger, Mrkopalj, Tuk Mrkopaljski, Tuk Vojni, Jasenak, Drežnica, Jezerane |
| Ž5192      | 4,5          | Istarska                                    | Vodnjan, Fažana |
| Ž5195      | 7,1          | Ličko-senjska                               | Udbina (bliži obilazak) |
| Ž5196      | 3,5          | Ličko-senjska                               | Udbina (bezimeni put za državnu cestu D522) |
| Ž5197      | 0,5          | Primorsko-goranska                          | Rijeka (Ulica Zdravka Kučića u Gornjoj Vežici) |
| Ž5199      | 29,5         | Ličko-senjska                               | zaselci Štirovača, Crni Padež te Kugina Kuća, Ravni Dabar, Došen Dabar, Ledenik Cesarički, Sušanj Cesarički                                                                                  |
| Ž5200      | 3            | Istarska                                    | Pomer, Jadreški |
| Ž5203      | 38,6         | Ličko-senjska Zadarska                      | Dobroselo, Doljani, Brotnja, Donja Suvaja, Neteka, Srb, Kupirovo, Otrić |
| Ž5205      | 6,5          | Primorsko-goranska                          | Čavle, Cernik, Mavrinci, Kukuljanovo, Bakar-dio |
| Ž5206      | 2,2          | Primorsko-goranska                          | Kastav (bivše naselje Jurčići) |
| Ž5207      | 0,6          | Primorsko-goranska                          | Kastav (Ulica 128. brigade HV, Rešetari, Bačići) |
| Ž5209      | 45,9         | Istarska                                    | Kaštel, Buje, Krasica, Bijele Zemlje, Žudetići, Vižinada, Crklada, Ferenci, Filipi, Mekiši kod Vižinade, Jadruhi, Žužići, Cvitani, Baderna, Štifanići, Sveti Lovreč, Medaki, Krunčići        |
| Ž5210      | 8            | Ličko-senjska                               | Stara Novalja, Novalja |
| Ž5213      | 2            | Primorsko-goranska                          | Bakar (Nautička ulica) |
| Ž5214      | 15,8         | Istarska                                    | Valica, Savudrija, Bašanija, Zambratija, Katoro, Monterol, Umag |
| Ž5215      | 7,4          | Primorsko-goranska                          | (Odlagalište otpada Marišćina), Marčelji, Mladenići, Viškovo, Marinići, Rijeka (Gornji Zamet, Turnić)                                                                                        |
| Ž5217      | 18,6         | Ličko-senjska                               | Donji Lapac, Dobroselo, Mazin, Bruvno |
| Ž5218      | 1,8          | Ličko-senjska                               | Donji Lapac (Ulica Maršala Tita) |

## 6001-6291
Ovi su brojevi županijskih cesta za južnu Hrvatsku (Dubrovačko-neretvansku, Splitsko-dalmatinsku, Šibensko-kninsku te Zadarsku županiju).
| Broj ceste | Duljina (km) | Županije                                    | Naselja |
| ---------- | ------------ | ------------------------------------------- | --- |
| Ž6001      | 1            | Zadarska                                    | Olib |
| Ž6002      | 12,1         | Zadarska                                    | Zapuntel, Brgulje, Molat |
| Ž6003      | 1,3          | Zadarska                                    | Benkovac (Ulica kralja Tomislava, Ulica Petra Zoranića) |
| Ž6004      | 12,8         | Zadarska                                    | Nin, Grbe, Vrsi |
| Ž6005      | 6,2          | Zadarska                                    | Dinjiška, Vlašići |
| Ž6006      | 2,6          | Zadarska                                    | Ljubač, zaselak Ljubački Stanovi |
| Ž6007      | 22,8         | Zadarska                                    | Ražanac, Krneza, Poljica-Brig, Bokanjac, Zadar |
| Ž6008      | 3,1          | Zadarska                                    | Starigrad, (nacionalni park Paklenica) |
| Ž6009      | 2,8          | Zadarska                                    | Velika Popina, Otrić |
| Ž6010      | 1            | Zadarska                                    | Zaton (Ulica hrvatskih branitelja) |
| Ž6011      | 23,4         | Zadarska                                    | Nin, Ninski Stanovi, Žerava, Briševo, Murvica, Smoković, Zemunik Donji |
| Ž6012      | 3            | Zadarska                                    | Petrčane, zaselak Punta Skala |
| Ž6013      | 3,7          | Zadarska                                    | zaselak Brdarići, Poljica |
| Ž6014      | 22,4         | Zadarska                                    | Poljica-Brig, Dračevac Ninski, Visočane, Poličnik, Suhovare, Donje Biljane |
| Ž6015      | 6,4          | Zadarska                                    | Zadar (Ulica Hrvoja Čustića, Ulica Domovinskog rata, Ulica Benka Benkovića, Put Nina (dio), Put Matije Gupca) |
| Ž6016      | 2,5          | Zadarska                                    | Radovin, Jovići |
| Ž6017      | 1,8          | Zadarska                                    | Slivnica |
| Ž6018      | 4,6          | Zadarska                                    | Zadar (Sinjoretovo, Ploča), Babindub |
| Ž6019      | 16,5         | Zadarska                                    | Posedarje, Novigrad, Pridraga |
| Ž6020      | 3,4          | Zadarska                                    | Posedarje (zaselak Gajine), Podgradina |
| Ž6021      | 23,8         | Zadarska                                    | Suhovare, Zemunik Gornji, Škabrnja, Nadin, Zagrad, Raštević, Zapužane, Miranje |
| Ž6022      | 6,9          | Zadarska                                    | Novigrad, Paljuv, Smilčić |
| Ž6023      | 8,1          | Zadarska                                    | Smilčić, Gornje Biljane, Korlat |
| Ž6024      | 2,4          | Zadarska                                    | Kruševo |
| Ž6025      | 39           | Šibensko-kninska Zadarska                   | Obrovac, Bilišane, Bogatnik, Kaštel Žegarski, Ervenik, Kom, Zrmanja Vrelo |
| Ž6026      | 39,6         | Šibensko-kninska Zadarska                   | Obrovac, Kruševo, Zelengrad, Medviđa, Parčić, Kistanje, (Manastir Krka) |
| Ž6027      | 44,7         | Zadarska                                    | Krupa, Nadvoda, Kaštel Žegarski, Medviđa, Bruška, Buković, Benkovac |
| Ž6028      | 1,8          | Zadarska                                    | Muškovci |
| Ž6029      | 1,6          | Zadarska                                    | Golubić |
| Ž6030      | 1            | Zadarska                                    | Nadvoda, Kaštel Žegarski |
| Ž6031      | 2,2          | Zadarska                                    | Krupa |
| Ž6032      | 1,2          | Zadarska                                    | Kaštel Žegarski, Komazeci |
| Ž6033      | 14,7         | Zadarska                                    | Otrić, Nadvrelo, Prljevo, Pribudić |
| Ž6034      | 19,8         | Šibensko-kninska                            | Plavno, Radljevac, Golubić, Žagrović, Knin |
| Ž6035      | 5,6          | Zadarska                                    | Veli Iž, Mali Iž |
| Ž6036      | 2,8          | Zadarska                                    | Zadar (Ulica Vladka Mačeka, Ulica braće Miroslava i Janka Perice, dio Gaženičke ceste) |
| Ž6037      | 0,7          | Zadarska                                    | Zadar (Biogradska cesta) |
| Ž6038      | 0,5          | Zadarska                                    | Zadar (dio Gaženičke ceste povezujići županijsku cestu Ž6039 s državnom cestom D422) |
| Ž6039      | 5,7          | Zadarska                                    | Babindub, Bibinje |
| Ž6040      | 10,9         | Zadarska                                    | Zemunik Donji, Sukošan |
| Ž6041      | 2,2          | Zadarska                                    | Debeljak, Sukošan |
| Ž6042      | 22,8         | Zadarska                                    | Galovac, Gorica, Gornje Raštane, Kakma, Vrana |
| Ž6044      | 6,9          | Zadarska                                    | Galovac, Prkos, Škabrnja |
| Ž6045      | 3,4          | Zadarska                                    | Donje Raštane, Sveti Petar na Moru |
| Ž6046      | 5,3          | Zadarska                                    | Sikovo, Sveti Filip i Jakov |
| Ž6047      | 7            | Zadarska                                    | Polača, Lišane Tinjske, Tinj |
| Ž6048      | 12,5         | Zadarska                                    | Donji Karin, Popovići |
| Ž6049      | 3,6          | Zadarska                                    | Kula Atlagić, Benkovac |
| Ž6050      | 1,3          | Zadarska                                    | Šopot, Podlug |
| Ž6051      | 5,6          | Zadarska                                    | Benkovac, Perušić Benkovački, Kolarina |
| Ž6052      | 19,2         | Šibensko-kninska Zadarska                   | Benkovac, Buković, Lisičić, Brgud, Rodaljice, Bjelina, Modrino Selo |
| Ž6053      | 12           | Šibensko-kninska                            | Ervenik, Biovičino Selo, Kolašac |
| Ž6054      | 6,1          | Šibensko-kninska                            | Mokro Polje, Radučić |
| Ž6055      | 22,7         | Šibensko-kninska                            | Čitluk, Oklaj, Razvođe, Velušić, Drniš |
| Ž6056      | 21,8         | Šibensko-kninska                            | Vrbnik, Suknovci, Oklaj, Karalić, Širitovci |
| Ž6057      | 1,2          | Šibensko-kninska                            | Kninsko Polje, Kovačić |
| Ž6058      | 13,4         | Šibensko-kninska                            | Biskupija, Orlić, Markovac, Zvjerinac |
| Ž6059      | 0,9          | Zadarska                                    | Luka na Dugom otoku |
| Ž6060      | 1,2          | Zadarska                                    | Žman na Dugom otoku |
| Ž6062      | 4            | Zadarska                                    | Pašman, zaselak Barotul |
| Ž6063      | 1,5          | Zadarska                                    | Biograd na Moru (zaljev Crvena Luka) |
| Ž6064      | 17           | Zadarska                                    | Šopot, Miranje, Donje Ceranje, Vrana, Pakoštane |
| Ž6065      | 6,7          | Zadarska                                    | Vrana, Radašinovci |
| Ž6066      | 1,5          | Zadarska                                    | Pristeg |
| Ž6067      | 9,4          | Zadarska                                    | Bulić, Vukšić, Bila Vlaka, Stankovci |
| Ž6068      | 13           | Šibensko-kninska Zadarska                   | Stankovci, Banjevci, Kašić, Pirovac |
| Ž6069      | 8,5          | Šibensko-kninska Zadarska                   | Vukšić, Prović, Morpolača, Čista Velika, Čista Mala |
| Ž6070      | 5,7          | Šibensko-kninska Zadarska                   | Dobropoljci, Gošić, Đevrske |
| Ž6071      | 7            | Šibensko-kninska                            | Gaćelezi, Čista Mala |
| Ž6072      | 1,3          | Šibensko-kninska                            | Bribir |
| Ž6073      | 1,1          | Šibensko-kninska                            | Piramatovci |
| Ž6074      | 15,2         | Šibensko-kninska                            | Zečevo, Varivode, Smrdelje, Kakanj, Bratiškovci, Plastovo, Dubravice |
| Ž6075      | 13,9         | Šibensko-kninska                            | Rupe, Dubravice, Skradin |
| Ž6076      | 3,4          | Šibensko-kninska                            | Brištane, (uvala Čemerak kod Visovačkog jezera) |
| Ž6077      | 7,7          | Šibensko-kninska                            | Širitovci, Brištane, Drinovci, Ključ |
| Ž6078      | 15,3         | Šibensko-kninska                            | Trbounje, Kaočine, Ključ, Pakovo Selo |
| Ž6079      | 2,7          | Šibensko-kninska                            | Ramljane, Orlić |
| Ž6080      | 2,6          | Šibensko-kninska                            | Kninsko Polje, Kovačić, Knin (slap Krčić) |
| Ž6081      | 7,7          | Šibensko-kninska                            | Tepljuh, Biočić, Miočić, Parčić, Kanjane, Otavice |
| Ž6082      | 21,7         | Splitsko-dalmatinska Šibensko-kninska       | Siverić, Miočić, Maovice, Vrlika |
| Ž6083      | 7,6          | Šibensko-kninska                            | Kijevo, Cetina, Civljane |
| Ž6085      | 1,1          | Šibensko-kninska                            | Jezera (Donji Put) |
| Ž6086      | 9,8          | Šibensko-kninska                            | Vodice, Tribunj |
| Ž6087      | 5            | Šibensko-kninska                            | Vodice, Srima |
| Ž6088      | 8,1          | Šibensko-kninska                            | Zaton, Raslina kod Prokljanskog jezera |
| Ž6089      | 2,3          | Šibensko-kninska                            | Sonković, Gračac |
| Ž6091      | 49,7         | Splitsko-dalmatinska Šibensko-kninska       | Šibenik (Meterize), Dubrava kod Šibenika, Danilo Biranj, Danilo, Slivno, Perković, Sitno Donje, Sitno, Primorski Dolac, Prgomet, Labin, Plano, Divulje                                                               |
| Ž6092      | 29,5         | Šibensko-kninska                            | Konjevrate, Radonić, Mirlović Zagora, Podumci, Unešić, Nevest, Donje Utore, Gornje Utore |
| Ž6093      | 1,7          | Šibensko-kninska                            | Pokrovnik |
| Ž6094      | 13           | Šibensko-kninska                            | Žitnić, Sedramić, Gornje Planjane, Unešić |
| Ž6095      | 13,4         | Šibensko-kninska                            | Siverić, Kadina Glavica, Otavice, Gradac, Baljci |
| Ž6096      | 1,1          | Šibensko-kninska                            | Gradac, Ružić |
| Ž6097      | 3,7          | Šibensko-kninska                            | Mirlović Polje, Kljake |
| Ž6098      | 43,6         | Splitsko-dalmatinska Šibensko-kninska       | Kljake, Donje Vinovo, Črvrljevo, Kladnjice, Lećevica, Kaštela |
| Ž6099      | 2,4          | Splitsko-dalmatinska Šibensko-kninska       | Crivac |
| Ž6100      | 1,5          | Splitsko-dalmatinska                        | Maovice, Vrlika |
| Ž6101      | 7,8          | Splitsko-dalmatinska                        | Otišić, Maljkovo |
| Ž6102      | 1,1          | Splitsko-dalmatinska                        | Potravlje |
| Ž6103      | 3,6          | Splitsko-dalmatinska                        | Satrić |
| Ž6104      | 1,7          | Splitsko-dalmatinska                        | Gornji Bitelić |
| Ž6105      | 2,6          | Splitsko-dalmatinska                        | Hrvace, Rumin |
| Ž6106      | 1,9          | Šibensko-kninska                            | Šibenik (Ulica Velimira Škorpika) |
| Ž6107      | 0,7          | Šibensko-kninska                            | Šibenik, zaselak Podsolarsko |
| Ž6108      | 4,1          | Šibensko-kninska                            | Žaborić, Jadrtovac, Donje Polje |
| Ž6109      | 3,7          | Šibensko-kninska                            | Vrpolje, Danilo |
| Ž6110      | 9,7          | Splitsko-dalmatinska Šibensko-kninska       | Nevest, Cera, Sitno |
| Ž6111      | 6,2          | Splitsko-dalmatinska                        | Primorski Dolac, Prgomet |
| Ž6112      | 18,6         | Splitsko-dalmatinska                        | Kladnjice, Divojevići, Bogdanovići, Trolokve, Prgomet, Prapatnica |
| Ž6113      | 6,8          | Splitsko-dalmatinska                        | Gizdavac, Dugobabe |
| Ž6114      | 8,8          | Splitsko-dalmatinska                        | Nisko, Brštanovo |
| Ž6115      | 17,3         | Splitsko-dalmatinska                        | Lećevica, Korušce, Dugobabe, Veliki Bročanac, Konjsko |
| Ž6116      | 3,4          | Splitsko-dalmatinska                        | Neorić |
| Ž6117      | 5,9          | Splitsko-dalmatinska                        | Lučane, Karakašica |
| Ž6118      | 3,1          | Splitsko-dalmatinska                        | Karakašica, Čitluk, Jasensko |
| Ž6119      | 4,2          | Splitsko-dalmatinska                        | Kraj (Radna zona Dicmo), Sičane |
| Ž6120      | 0,8          | Splitsko-dalmatinska                        | Kraj (dijelovi Maretići, Gabrili i Murati) |
| Ž6121      | 3,8          | Splitsko-dalmatinska                        | Krušvar, Prisoje |
| Ž6122      | 4,5          | Splitsko-dalmatinska                        | Gljev, Obrovac Sinjski |
| Ž6123      | 4,3          | Splitsko-dalmatinska                        | Otok, Ovrlja, Ruda |
| Ž6124      | 2,3          | Splitsko-dalmatinska                        | Košute, Vojnić Sinjski |
| Ž6125      | 5,5          | Splitsko-dalmatinska                        | Voštane |
| Ž6126      | 2,1          | Šibensko-kninska                            | Rogoznica (Ulica Ante Starčevića, Obala kneza Domagoja) |
| Ž6127      | 18,8         | Šibensko-kninska                            | Grebaštica, Primošten Burnji, Široke, Ložnice (Primošten), Ložnice (Rogoznica), Sapina Doca, Podorljak |
| Ž6128      | 2,6          | Šibensko-kninska                            | Podorljak, Dvornica |
| Ž6129      | 10,2         | Splitsko-dalmatinska                        | Blizna Donja, Bristivica |
| Ž6130      | 11,4         | Splitsko-dalmatinska                        | Blizna Donja, Mitlo, Rastovac, Gustirna, Pozorac, Marina |
| Ž6131      | 1,5          | Splitsko-dalmatinska                        | Poljica, Vrsine |
| Ž6132      | 3,1          | Splitsko-dalmatinska                        | Seget Vranjica, Seget Donji (Ulica hrvatskih žrtava - dio) |
| Ž6133      | 2,4          | Splitsko-dalmatinska                        | Seget Donji (Put Vlaške, Ulica hrvatskih žrtava - dio), Trogir (Ulica Kardinala Alojzija Stepinca, Ulica kneza Trpimira - dio)                                                                                       |
| Ž6134      | 3,2          | Splitsko-dalmatinska                        | Balan (zaselak Trogira na Čiovu), Okrug Gornji |
| Ž6135      | 7,3          | Splitsko-dalmatinska                        | Marina, Vinišće |
| Ž6136      | 4,3          | Splitsko-dalmatinska                        | Mastrinka, Žedno, Okrug Gornji |
| Ž6137      | 15,4         | Splitsko-dalmatinska                        | Kaštela (Cesta dr. Franje Tuđmana, Salonitanska ulica) |
| Ž6138      | 1,7          | Splitsko-dalmatinska                        | Vranjic, Split (Krešimirova ulica) |
| Ž6139      | 8,6          | Splitsko-dalmatinska                        | Solin (Splitska ulica), Split (Solinska ulica (dio), Hercegovačka ulica (dio), Put Supavla, Zrinsko-Frankopanska ulica (dio), Kaštelanska ulica, Marjanski tunel, Gunjačina ulica, Šetalište Ivana Meštrovića (dio)) |
| Ž6140      | 3            | Splitsko-dalmatinska                        | Split (Ulica Domovinskog Rata (dio)) |
| Ž6141      | 2,4          | Splitsko-dalmatinska                        | Split (Ulica Hrvatske monarice, Ulica Slobode) |
| Ž6142      | 16,8         | Splitsko-dalmatinska                        | Podstrana, Žrnovnica, Srinjine, Tugare, Naklice |
| Ž6143      | 1,4          | Splitsko-dalmatinska                        | Kamen, Šine (zaselak Kamena i Stobreča) |
| Ž6144      | 0,8          | Splitsko-dalmatinska                        | Stobreč |
| Ž6145      | 2,2          | Splitsko-dalmatinska                        | Dugopolje (gospodarska zona "Podi", Ulica svetog Mihovila - dio) |
| Ž6146      | 2,6          | Splitsko-dalmatinska                        | Krušvar |
| Ž6147      | 8,2          | Splitsko-dalmatinska                        | Liska, Kotlenice, Donji Dolac (zaselak Osoje) |
| Ž6148      | 7,6          | Splitsko-dalmatinska                        | Trilj, Bisko |
| Ž6149      | 6,2          | Splitsko-dalmatinska                        | Trilj, Vedrine, Strmendolac, Ugljane |
| Ž6150      | 14,2         | Splitsko-dalmatinska                        | Ugljane, Nova Sela (Trilj), Nova Sela (Omiš), Blato na Cetini |
| Ž6151      | 2,9          | Splitsko-dalmatinska                        | Nova Sela (Trilj), Srijane (zaselak Nečaj) |
| Ž6152      | 1,7          | Splitsko-dalmatinska                        | Srijane, zaselak Luke |
| Ž6153      | 9,7          | Splitsko-dalmatinska                        | Tijarica, Dobranje, Cista Velika |
| Ž6154      | 10,1         | Splitsko-dalmatinska                        | Tijarica, Aržano |
| Ž6155      | 17,4         | Splitsko-dalmatinska                        | Aržano, Studenci, Lovreć (zaselak Mrnjavci) |
| Ž6156      | 17,8         | Splitsko-dalmatinska                        | Ričice, Gornji Proložac, Imotski |
| Ž6157      | 19,4         | Splitsko-dalmatinska                        | Studenci, Donji Proložac, Glavina Donja |
| Ž6158      | 3,5          | Splitsko-dalmatinska                        | Nečujam |
| Ž6161      | 23,6         | Splitsko-dalmatinska                        | Supetar, Splitska, Postira, Pučišća |
| Ž6162      | 2,4          | Splitsko-dalmatinska                        | Podstrana (zaselak Stara Podstrana) |
| Ž6163      | 9            | Splitsko-dalmatinska                        | Srinjine, Gornje Sitno, Dubrava |
| Ž6164      | 2,7          | Splitsko-dalmatinska                        | Postira, Dol |
| Ž6165      | 1,8          | Splitsko-dalmatinska                        | Gata, Zakučac |
| Ž6166      | 24           | Splitsko-dalmatinska                        | Omiš, Podašpilje, Svinišće, Kučiće, Slime, Zadvarje |
| Ž6167      | 11,3         | Splitsko-dalmatinska                        | Nemira, Čelina, Lokva Rogoznica, Mimice, Marušići |
| Ž6168      | 1,9          | Splitsko-dalmatinska                        | Lokva Rogoznica (put za autokamp Sirena kod uvale Artina) |
| Ž6169      | 8,1          | Splitsko-dalmatinska                        | Seoca, Kostanje, Podgrađe, Slime |
| Ž6171      | 7,8          | Splitsko-dalmatinska                        | Kreševo, Katuni |
| Ž6172      | 2,2          | Splitsko-dalmatinska                        | Šestanovac, Žeževica |
| Ž6173      | 1,2          | Splitsko-dalmatinska                        | Lovreć, Opanci |
| Ž6174      | 3,9          | Splitsko-dalmatinska                        | Dolića Draga, Postranje |
| Ž6175      | 0,9          | Splitsko-dalmatinska                        | Postranje (zaselak Knezovići) |
| Ž6176      | 2,1          | Splitsko-dalmatinska                        | Postranje, Donji Proložac |
| Ž6177      | 2,8          | Splitsko-dalmatinska                        | Lokvičići, zaselak Kljenovac |
| Ž6178      | 8,4          | Splitsko-dalmatinska                        | Medov Dolac, Dobrinče, Poljica |
| Ž6179      | 8,5          | Splitsko-dalmatinska                        | Lovreć (zaselak Kamenjak), Medov Dolac, Grabovac |
| Ž6181      | 4,4          | Splitsko-dalmatinska                        | Šumet, Kamenmost |
| Ž6182      | 11,3         | Splitsko-dalmatinska                        | Kamenmost, Zmijavci, Runović |
| Ž6183      | 1,7          | Splitsko-dalmatinska                        | Grubine, Ivanbegovina |
| Ž6184      | 4,9          | Splitsko-dalmatinska                        | Gornji Proložac, Donji Proložac |
| Ž6185      | 3            | Splitsko-dalmatinska                        | Gornji Vinjani, zaselak Aračići |
| Ž6186      | 6            | Splitsko-dalmatinska                        | Kamenmost, Hršćevani, Podbablje Gornje |
| Ž6187      | 1,4          | Splitsko-dalmatinska                        | Hršćevani, Drum |
| Ž6188      | 9            | Splitsko-dalmatinska                        | Nerežišća, Donji Humac, Dračevica, Ložišća |
| Ž6189      | 3,8          | Splitsko-dalmatinska                        | Nerežišća, Škrip |
| Ž6190      | 6,1          | Splitsko-dalmatinska                        | Put za Vidovu goru, županijska cesta neprolazi ni kroz jedno naselje |
| Ž6191      | 20,4         | Splitsko-dalmatinska                        | blizina Nerežišće, Murvica, Bol |
| Ž6192      | 4            | Splitsko-dalmatinska                        | Put za Zračnu luku Brač, županijska cesta neprolazi ni kroz jedno naselje |
| Ž6193      | 6,6          | Splitsko-dalmatinska                        | Pučišća, Pražnica |
| Ž6194      | 5,8          | Splitsko-dalmatinska                        | Selca, Novo Selo, Povlja |
| Ž6195      | 1,5          | Splitsko-dalmatinska                        | Brela (Put Solina) |
| Ž6196      | 1,8          | Splitsko-dalmatinska                        | Makarska, Veliko Brdo |
| Ž6197      | 1,8          | Splitsko-dalmatinska                        | Makarska (Ulica Ante Starčevića, Ulica don Mihovila Pavlinovića, Ulica Stjepana Ivičevića) |
| Ž6198      | 5,1          | Splitsko-dalmatinska                        | Podgora (zaselaci Gornja Podgora, Srida Sela i Kržanići) |
| Ž6199      | 11           | Splitsko-dalmatinska                        | Kozica, Gornje Igrane |
| Ž6200      | 8,9          | Splitsko-dalmatinska                        | Slivno |
| Ž6201      | 20,7         | Splitsko-dalmatinska                        | Poljica Kozička, Stilja, Prapatnice, Vrgorac |
| Ž6202      | 3,1          | Splitsko-dalmatinska                        | Stari Grad (Naselje Helios, Ulica Kralja Tomislava, Ulica Ivana Meštrovića, Obala doktora Franje Tuđmana, Put bana Josipa Jelačića, Put Gospoljice)                                                                  |
| Ž6203      | 1,7          | Splitsko-dalmatinska                        | Hvar (Ulica dr. Oresta Žunkovića, Ulica biskupa Jurja Dubokovića - dio) |
| Ž6204      | 4            | Splitsko-dalmatinska                        | Dol, Vrbanj |
| Ž6205      | 3,7          | Splitsko-dalmatinska                        | Vrboska |
| Ž6206      | 2            | Splitsko-dalmatinska                        | Vrbanj, Svirče |
| Ž6207      | 2,7          | Splitsko-dalmatinska                        | Vrgorac, Kotezi |
| Ž6208      | 19,1         | Dubrovačko-neretvanska Splitsko-dalmatinska | Vrgorac, Vina, Umčani, Draževitići, Staševica |
| Ž6209      | 7,3          | Splitsko-dalmatinska                        | Vrgorac, Banja, Orah |
| Ž6210      | 1,6          | Splitsko-dalmatinska                        | Podprolog, Veliki Prolog (županijska cesta dvaput prelazi državnu granicu Bosne i Hercegovine) |
| Ž6211      | 9,7          | Dubrovačko-neretvanska Splitsko-dalmatinska | Dusina, Otrić-Seoci, Kobiljača |
| Ž6212      | 9,9          | Splitsko-dalmatinska                        | Komiža, Vis |
| Ž6215      | 17,7         | Dubrovačko-neretvanska                      | Orebić, Viganj, Kućište, Nakovanj, Lovište |
| Ž6216      | 2,4          | Dubrovačko-neretvanska                      | Ploče, Baćina |
| Ž6217      | 12,4         | Dubrovačko-neretvanska                      | Rogotin, Komin, Krvavac, Kula Norinska |
| Ž6218      | 5,9          | Dubrovačko-neretvanska                      | Metković, Vid, Prud |
| Ž6219      | 4,5          | Dubrovačko-neretvanska                      | Opuzen, Podgradina, Buk Vlaka |
| Ž6220      | 18,9         | Dubrovačko-neretvanska                      | Metković, Dubravica, Bijeli Vir, Mlinište, Mislina, Badžula |
| Ž6221      | 3,2          | Dubrovačko-neretvanska                      | Vela Luka (Obala 2, Obala 3, Ulica 41) |
| Ž6222      | 3,8          | Dubrovačko-neretvanska                      | Blato (1. te 3. ulica) |
| Ž6223      | 18,9         | Dubrovačko-neretvanska                      | Blato, zaselaci Gršćica, Prižba, Prišćapac, Vinačac i Brna, Smokvica |
| Ž6224      | 12,3         | Dubrovačko-neretvanska                      | Račišće, zaselaci Kneža, Tri Žala, Žrnovska Banja i Medvinjak, Korčula |
| Ž6225      | 4,4          | Dubrovačko-neretvanska                      | Korčula (zaselak Sveti Antun), Lumbarda |
| Ž6226      | 4,8          | Dubrovačko-neretvanska                      | Žuljana, Dubrava |
| Ž6227      | 4,4          | Dubrovačko-neretvanska                      | Ne prolazi ni kroz jedno naselje, ovo je put za uvalu Bistrina |
| Ž6228      | 40,1         | Dubrovačko-neretvanska                      | Imotica, Mravnica, Trnova, Slano, Majkovi, Dubravica, Brsečine, Trsteno |
| Ž6229      | 1,7          | Dubrovačko-neretvanska                      | Ošlje, Kunić |
| Ž6230      | 2,7          | Dubrovačko-neretvanska                      | Pasadur, Uble |
| Ž6231      | 3,8          | Dubrovačko-neretvanska                      | Luka, Hodilje, Ston |
| Ž6232      | 3,2          | Dubrovačko-neretvanska                      | Ne prolazi ni kroz jedno naselje, povezuje Slano s državnom granicom Bosne i Hercegovine |
| Ž6235      | 7,6          | Dubrovačko-neretvanska                      | Osojnik, Mokošica |
| Ž6238      | 2,6          | Dubrovačko-neretvanska                      | Cavtat, Zvekovica |
| Ž6239      | 14,3         | Dubrovačko-neretvanska                      | Zvekovica, Uskoplje, Gabrili, Drvenik, Mihanići, Pridvorje, Lovorno, Ljuta |
| Ž6240      | 18,9         | Dubrovačko-neretvanska                      | Čilipi, Komaji, Popovići, Radovčići, Poljice, Mikulići, Đurinići |
| Ž6241      | 9,9          | Dubrovačko-neretvanska                      | Dubravka, Dunave, Ljuta, Gruda |
| Ž6242      | 2,1          | Dubrovačko-neretvanska                      | Đurinići, Molunat |
| Ž6243      | 7,4          | Dubrovačko-neretvanska                      | Srebreno, Brašina, Petrača, Buići, Makoše, Martinovići, Grbavac, Donji Brgat |
| Ž6244      | 1,6          | Dubrovačko-neretvanska                      | Korčula (Put svetog Luke (dio), Ulica Ante Starčevića, Obala korčulanskih brodograditelja) |
| Ž6245      | 0,6          | Zadarska                                    | Lukoran |
| Ž6246      | 31,1         | Šibensko-kninska                            | Đevrske, Smrdelje, Širitovci, Drniš |
| Ž6247      | 1            | Šibensko-kninska                            | Uzdolje |
| Ž6248      | 0,5          | Zadarska                                    | Tkon (put za samostan Ćokovac) |
| Ž6249      | 2            | Zadarska                                    | Tkon (put za deponij komunalnog otpada te tvrđavu Pustograd) |
| Ž6250      | 2,7          | Šibensko-kninska                            | Murter, Betina |
| Ž6252      | 18,3         | Splitsko-dalmatinska                        | Hvar, Brusje, Velo Grablje, Selca kod Starog Grada, Stari Grad |
| Ž6253      | 8            | Splitsko-dalmatinska                        | Klis, Solin |
| Ž6254      | 10,9         | Dubrovačko-neretvanska                      | Lozica, Mokošica, Nova Mokošica, Prijevor, Rožat, Komolac, Sustjepan |
| Ž6255      | 4,6          | Dubrovačko-neretvanska                      | Blato, zaselak Prigradica |
| Ž6260      | 37,9         | Splitsko-dalmatinska                        | Klis, Dugopolje, Ercegovci, Liska, Bisko, Srijane, Trnbusi, Blato na Cetini, Katuni, Šestanovac |
| Ž6262      | 4,8          | Zadarska                                    | Zadar (Crno), Babindub |
| Ž6263      | 2,8          | Splitsko-dalmatinska                        | Blato na Cetini (put za čvor državne ceste D70 i autoceste A1 - izlaz 27 "Blato n/C") |
| Ž6266      | 5            | Dubrovačko-neretvanska                      | Zvekovica, Ljuta |
| Ž6267      | 0,6          | Dubrovačko-neretvanska                      | Slano |
| Ž6268      | 12,3         | Dubrovačko-neretvanska                      | Čara, Smokvica |
| Ž6269      | 3,8          | Splitsko-dalmatinska                        | Hvar, zaselak Vira |
| Ž6270      | 7,4          | Splitsko-dalmatinska                        | Solin (Smiljanovac, Japirko), Mravince, Kučine, Korešnica, Žrnovnica |
| Ž6271      | 4,9          | Zadarska                                    | Ne prolazi ni kroz jedno naselje, povezuje Sali s Telašćicom |
| Ž6273      | 8,3          | Zadarska                                    | Nin, Privlaka |
| Ž6275      | 7,6          | Zadarska                                    | Gorica, Povljana |
| Ž6276      | 16,1         | Dubrovačko-neretvanska                      | Mali Prolog, Kobiljača, Plina Jezero, Peračko Blato, Baćina |
| Ž6277      | 4,3          | Šibensko-kninska                            | Šibenik, Bilice |
| Ž6279      | 6,7          | Dubrovačko-neretvanska                      | Klek, Zavala, Badžula |
| Ž6280      | 6,7          | Splitsko-dalmatinska                        | Zaraće (zaselak Dubovica), Sveta Nedjelja |
| Ž6282      | 2,4          | Splitsko-dalmatinska                        | Obilazak Milne na Braču |
| Ž6284      | 3,7          | Splitsko-dalmatinska                        | Lovreć, zaselak Bekavci |
| Ž6286      | 4,9          | Šibensko-kninska                            | Vodice (ulica Magistrala) |
| Ž6287      | 39,9         | Splitsko-dalmatinska                        | Kosore, Vinalić, Ježević, Koljane, Laktac, Dabar, Vučipolje, Donji Bitelić, Gornji Bitelić, Rumin, Bajagić, Obrovac Sinjski                                                                                          |
| Ž6289      | 13,2         | Splitsko-dalmatinska                        | Obrovac Sinjski, Gala, Otok, Udovičić, Vrabač, Grab, Jabuka |
| Ž6290      | 1,9          | Splitsko-dalmatinska                        | Rogač, Grohote |
| Ž6291      | 0,5          | Splitsko-dalmatinska                        | Trogir (Trogirski most, Ulica Blaža Jurjeva Trogiranina, Čiovski most) |